# Piercing del capezzolo
Il piercing del capezzolo (in inglese nipple piercing, lett. "foratura" o "bucatura del capezzolo"; anche detto nipple ring, "anello al capezzolo"; a fine ottocento conosciuto in inglese anche con il nome di bosom ring, "anello da seno"; nella stessa epoca in francese anneaux de sein, "idem", e, negli anni settanta del Novecento, anche con il nome di percée de sein, "bucatura dei seni", mentre oggi, nella stessa lingua, viene usato il termine piercing du téton; in tedesco Brustwartzenringe, "anelli per capezzoli" o, anticamente, Busenringen, "anelli al seno") è un tipo di piercing comunemente praticato forando il capezzolo da parte a parte trasversalmente alla sua base e inserendovi un anello o una barretta. Può essere praticato da ogni angolazione, ma più comunemente viene forato orizzontalmente, più raramente verticalmente o diagonalmente.
Raramente presente nelle società tribali e nell'antichità, poiché interventi al seno femminile ne potevano compromettere la funzione di allattamento, il piercing del capezzolo ha goduto di una certa diffusione a partire dalla seconda metà del XX secolo in poi grazie soprattutto al lavoro svolto da Doug Malloy (Richard Simonton), Mr. Sebastian (Alan Oversby), Fakir Musafar (Roland Loomis) e Jim Ward, nella definizione delle tipologie di piercing, delle metodologie di intervento e dei materiali per tali pratiche. Negli ultimi decenni ha goduto anche di una certa diffusione nel mainstream grazie alle celebrità soprattutto nel campo della musica, della moda o dello spettacolo, che ne hanno esibito uno o confessato di averne.
Vari testi riferiscono dell'uso del piercing al capezzolo nella storia, ma una parte di queste fonti sono considerate controverse se non inattendibili. Dati certi si avrebbero su civiltà di nativi americani (Maya e Karankawa) e sulla tarda società vittoriana di fine Ottocento, quando sarebbe divenuto di moda presso le classi agiate con il nome di bosom rings, nel Regno Unito, e di anneaux des seins, in Francia.

## Storia

### Fonti
Sul piercing del capezzolo sono state costruite leggende metropolitane, diffuse soprattutto per responsabilità di Richard Simonton (noto anche come Doug Malloy), autore di una suggestiva e non scientifica "storia del piercing" (Body & Genital Piercing in Brief, inizialmente diffuso tra gli anni sessanta e settanta come pamphlet dalla Gauntlet) che, dopo la sua pubblicazione su ReSearch 12: Modern Primitives nel 1989, è divenuta col tempo fonte per varie altre pubblicazioni, persino di ambito scientifico. Molte (se non tutte) delle presunte notizie storiche presenti nel testo sono tuttavia frutto di fantasia e si sono dimostrate infondate.
Esiste una discreta letteratura sul piercing del capezzolo femminile, ma una parte delle informazioni sono ritenute controverse e talvolta giudicate inattendibili. Al di là della leggenda screditata, che afferma essere in uso il piercing ai capezzoli tra i centurioni romani al seguito di Cesare, la letteratura relativa a tale pratica negli uomini è invece molto più povera rispetto a quella che riguarda la pratica di tale piercing tra le donne. Dati attendibili si avrebbero comunque sui nativi americani (Maya e Karankawa) e sulla moda del cosiddetto bosom rings, nel Regno Unito, o anneaux des seins, in Francia, della tarda società vittoriana di fine Ottocento. L'autorevole studiosa di moda, erotismo e feticismo, Valerie Steele, riporta anch'ella numerose testimonianze a conferma di tale moda e le fonti coeve che ne trattano sono talmente evidenti che è molto difficile credere che non possa contenere una base di verità. La Steele ha affermato di non dubitare dell'esistenza di questa e di altre pratiche feticistiche e sadomasochiste, quali la fustigazione e il feticismo per i corsetti, ma mette in dubbio la veridicità di alcune testimonianze riportate dalle riviste di fine Ottocendo che ne trattano, che inserirebbero la pratica della perforazione dei capezzoli i contesti scolastici o aristocratici, reputandole esagerate, considerandole alla stregua di fantasie erotiche che enfatizzavano la realtà, di modo che, a suo parere, non è del tutto chiaro che cosa sia vero e che cosa no.

### Le società tribali

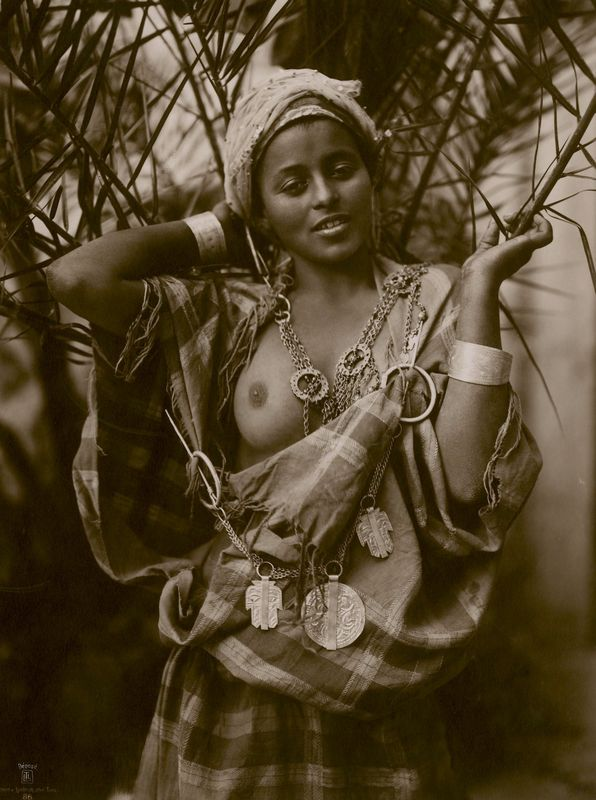
Ragazza marocchina, inizi del XX secolo. L'affermazione che fosse in uso la foratura dei capezzoli presso le ragazze nordafricane non trova conferma alcuna nelle molte immagini di fine Ottocento e primi del Novecento che raffigurano ragazze nordafricane a seno nudo.

Secondo Desmond Morris, nelle società tribali le modificazioni corporee al seno e il piercing del capezzolo sono abbastanza rari, ma non del tutto sconosciuti, perché interferiscono con l'allattamento al seno. E perciò, laddove diffusa presso tali popoli, sia praticata più dai maschi che non dalle femmine.
Alphonso Lingis, nel suo Excesses: Eros and Culture, sostiene che presso i maya fossero in uso numerose forme di modificazione corporea, oltre al ben noto allungamento del cranio, utilizzassero, sia per scopo rituale che ornamentale, perforare lobi, narici e labbro inferiore, così da inserirvi spine, denti di animale, perle, catene, anelli. Praticavano la clitoridectomia sulle ragazze e la circoncisione sui ragazzi. Praticavano la scarificazione e adornavano il pene inserendovi pietre colorate e anelli nel glande. Assieme a una moltitudine di altre pratiche, erano soliti inoltre perforare i capezzoli inserendovi degli anelli. Quest'ultima pratica aveva inoltre i connotati di un passaggio rituale, per i maschi, dall'infanzia all'età adulta.
Gli uomini Karankawa, una popolazione di nativi americani estinta che abitava il golfo del Messico, in Texas, usavano dipingersi il corpo, tatuarsi e perforare il labbro inferiore e i capezzoli con piccoli pezzi di canna. La testimonianza proviene da coloni spagnoli insediatisi negli stessi territori in cui vivevano i Karankawa, che risiedevano nelle vicinanze dell'Isola del Padre, dove Padre Jose Nicholas Balli costruì una missione proprio con il proposito di convertire questi nativi americani al cristianesimo. Oltre a sottoporsi a queste pratiche di piercing, viene riportato inoltre che i Karankawa si cospargessero il corpo di fango e grasso animale e che praticassero il cannibalismo su nemici morti, così come su prigionieri vivi. Questa popolazione venne in seguito forzatamente spostata nel Texas dell'ovest, dove furono probabilmente sterminati. Andrés Dorantes de Carranza testimonia degli usi e costumi degli Yguaze, un altro gruppo etnico originario del Texas, che avrebbero anch'essi forati i capezzoli e le labbra. Inoltre, Cabeca de Vaea, citato da Lucien Carr in American Antiquarian Society Proceedings del 1896, sostiene che la pratica di forare i capezzoli tra i maschi dei nativi americani con l'inserimento di canne o bastoncini nel foro, fosse in uso anche presso gli indiani della Florida.
Un controverso articolo pubblicato dalla rivista World Medicine nel novembre del 1978 a firma Tim Healey, Those Little Perforations, afferma che il piercing al capezzolo sarebbe stato in uso anche nell'Africa sahariana, presso le donne delle tribù berbere cabile (abitanti nella regione algerina della Cabilia). C'è chi sostiene che tale pratica non solo non abbia alcun riscontro documentale, ma risulti alquanto improbabile, visto il tipo di materiali di cui dispongono tali tribù che renderebbe assai difficoltosa la guarigione di un simile tipo di piercing. Tuttavia Irvin Bloch, nel suo libro Sexual Life in England. Past and Present (1938), afferma anch'egli che la moda della foratura del capezzolo sarebbe stata comune tra le donne di Tunisi e dell'arcipelago greco. Neumann, nel suo John Bull beim Erziehen (1901), riporta inoltre di un libro del 1857 in cui si fa riferimento alle donne e alle ragazze egiziane, greche e creole che avrebbero indossato gioielli ai capezzoli, facendo notare che però questi non sarebbero stati passati all'interno di fori praticati con degli aghi, ma che gli anelli sarebbero solamente stati stretti ai capezzoli in giovane età, in modo che gli stessi, crescendo, li avrebbero inglobati permanentemente crescendovi attorno. Questa forma di "anelli ai capezzoli" stretti attorno ai capezzoli, senza che venga praticato un piercing vero e proprio, viene riportata anche dal citato Bloch nel suo precedente Beiträge zur Aetiologie der Psychopathia sexualis del 1903, che suggerisce che gli anelli dovevano essere di legno leggero e sottile, e da Friedrich Salomo Krauss nel suo Die anmut des frauenleibes mit Abbildungen nach original Photographien del 1904, il che renderebbe maggiormente plausibile la pratica, che non avrebbe danneggiato così i dotti lattofori né fatto correre il rischio di problematiche dovute all'apertura di ferite nel tessuto epidermico, quali infezioni, rigetto o allergie, pur rappresentando una forma di adornamento che potrebbe appunto assumere ugualmente il nome di nipple rings nelle fonti citate. Anche i Dr. Rustam J. Mehta, nel suo Scientific Curiosities Of Sex Life del 1912, aggiunge che un tempo molte signore avrebbero indossato catenelle agganciate da un capezzolo all'altro al posto degli anelli, riferendo anch'egli che l'uso di indossare anelli ai capezzoli (ma facendo riferimento alla pratica di forarli), sebbene non più diffuso in Europa, continui a essere in uso presso le donne tunisine e dell'arcipelago greco. Va tuttavia detto che a tutt'oggi non sussiste conferma di queste storie, né alcuna evidenza fotografica: nessuna delle numerosissime immagini di nudo scattate da fotografi europei tra fine Ottocento e inizio Novecento nell'Africa del Nord, che ritraggono ragazze marocchine, tunisine, cabile, beduine e di altre etnie dell'area, riporta conferma che questa pratica fosse in uso almeno in quegli anni.

### Antichità
Una delle più celebri storie inventate da Simonton in merito al piercing al capezzolo è quella, a detta del ricercatore statunitense, della pratica invalsa presso i centurioni della Roma antica di età imperiale, se non addirittura presso lo stesso Giulio Cesare, di forarsi i capezzoli inserendo un anello al fine di assicurarvi la tunica, come segno di virilità e coraggio. Nonostante nell'antica Roma fossero in uso dei piercing genitali, quali ad esempio quello del prepuzio, che veniva frequentemente operato dagli attori per rendersi maggiormente attraenti, o la cosiddetta infibulazione delle schiave, consistente nel praticare un piercing alle grandi o alle piccole labbra in prossimità dell'ingresso della vagina, inserendovi un anello, con lo scopo di preservarne la castità (pratica, secondo le fonti, invalsa comunque anche presso i greci e le culture indo-persiane), non vi è alcuna evidenza storica che l'affermazione di Simonton riguardo al piercing al capezzolo tra i centurioni romani abbia un qualche fondamento di verità (né vi è alcuna prova che il piercing del capezzolo fosse in uso nella civiltà greco-romana) e si tratta di fatto di una fantasia che Simonton trasse vedendo alcune sculture di epoca barocca che indossavano corazze romane, sulle quali erano applicati degli anelli su cui veniva effettivamente fissata la tunica.
Ivan Bloch, nel suo libro Sexual Life in England. Past and Present, rifacendosi a una fonte antecedente, E. Neumann John Bull beim Erziehen (1901), afferma che la pratica della foratura dei capezzoli fosse in uso anche presso gli antichi egizi e che venga menzionata in "vecchi romanzi italiani". Rustam J. Mehta, nel suo Scientific Curiosities Of Sex Life del 1912 aggiunge, citando Bloch, che questo tipo di pratica era menzionata anche in vecchi libri spagnoli. Per quanto riguarda l'Antico Egitto, Victoria Sherrow nel suo For Appearance' Sake. The Historical Encyclopedia of Good Looks, Beauty, and Grooming del 2001 unitamente a Desmond Morris nel suo The Naked Woman. A study of the female body del 2004, conferma che la pratica di esporre il seno nudo, invalsa per un certo periodo nella civiltà egizia, portava a decorarlo in varie maniere, ma non fa riferimento alla perforazione dei capezzoli, bensì riferisce che la regina Nefertari, così come altre donne aristocratiche egiziane, usava decorare i propri capezzoli dipingendoli con della vernice dorata.
Alcune fonti secondarie affermano che la regina Cleopatra avrebbe avuto il capezzolo sinistro introflesso e che per guarire da questa malformazione sarebbe ricorsa a una forma di piercing, forando il capezzolo e inserendovi uno o più sassolini. Ivan Bloch nel suo Beiträge zur Aetiologie der Psychopathia sexualis del 1903 riferisce anch'egli del piercing ai capezzoli della regina Cleopatra, asserendo che avrebbe invece indossato anelli al seno. Tuttavia nessuna di queste fonti cita la fonte primaria da cui proverrebbe l'informazione. Ugualmente priva di alcun supporto documentale è la leggenda che afferma che la pratica sarebbe stata in uso presso le donne della Roma antica al fine di ingrandire e abbellire il seno. Mentre è confermato da fonti storiche che tra le donne romane fosse in uso abbellire i capezzoli tingendoli con del rossetto. È il caso per esempio dell'imperatrice Messalina, che per tale motivo divenne oggetto delle satire di Giovenale, che l'accusava di tingersi i capezzoli di rosso per andare a prostituirsi nel lupanare.
La rivista Gnostica News, in un numero del 1978, sostiene che la pratica del piercing al capezzolo sarebbe inoltre stata in uso presso le culture "tantriche" storiche dell'India e del Tibet, unitamente ad altre pratiche di decorazione del corpo.

### Medioevo

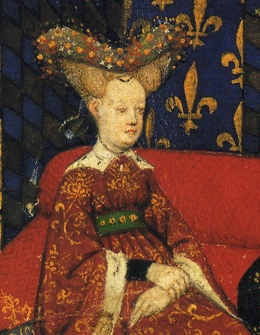
Isabella di Baviera

Hans Peter Duerr, nel suo libro Dreamtime, racconta come nel XIV secolo, presso la corte della regina Isabella di Baviera, sarebbe divenuta in uso la moda femminile della "grande scollatura": le scollature degli abiti si sarebbero abbassate tanto da scoprire l'ombelico. I seni così esposti, sarebbero stati talvolta decorati, i capezzoli sarebbero stati colorati con del rossetto, ornati con anelli tempestati di diamanti o piccoli cappucci, e talvolta forati passandovi attraverso delle catenelle d'oro.
Bloch ne segnala inoltre l'uso come strumento di tortura nella Spagna medievale per opera dell'inquisizione che l'avrebbe praticata su ragazze e donne sospettate di eresia, forando loro i capezzoli, se non l'intera mammella, con spilloni o chiodi arroventati, inserendo poi nel foro degli anelli di ferro. Gli anelli nei capezzoli sarebbero serviti per immobilizzare le prigioniere nude a dei pali dove sarebbero poi state fustigate con delle canne o dei bastoni. Tale uso quale strumento di tortura sarebbe inoltre attestato anche presso i turchi, che l'avrebbero messo in pratica su giovani ragazze armene. Bloch stesso suggerisce tuttavia l'idea che queste testimonianze sembrino essere più delle fantasie erotiche, non fornendo fonte documentale a comprovarne la reale pratica.

### La "gran scollatura" in età Barocca

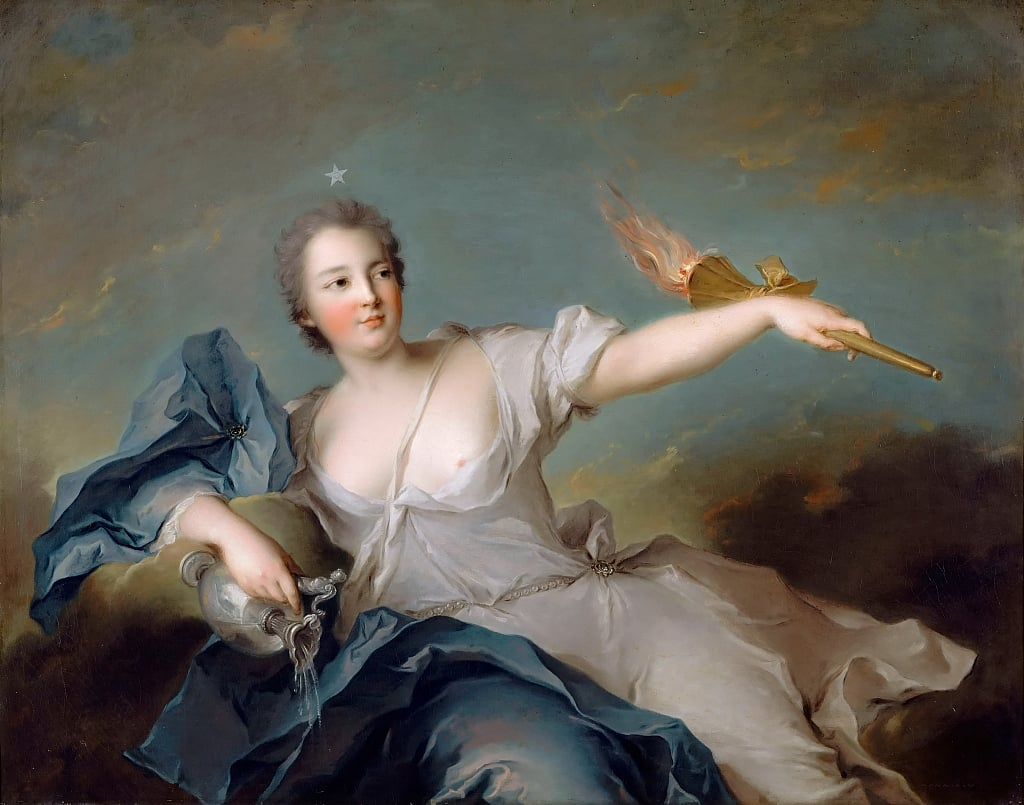
Madame Nesle de la Tourelle, amante di Luigi XV, in un ritratto del 1740

Il citato, controverso, articolo Those Little Perforations, apparso sul giornale medico World Medicine nel 1978, attesterebbe l'uso della perforazione del capezzolo femminile anche nel XVII secolo presso le corti del re Luigi XIV di Francia e del re Carlo II d'Inghilterra. Così come accaduto tre secoli prima alla corte della regina Isabella di Baviera, anche nella Francia del periodo barocco sarebbe infatti divenuta di moda una scollatura tanto ampia da esporre i capezzoli. La Chiesa avrebbe condonato questa moda solamente perché le signore, inserendo degli anelli d'oro nei loro capezzoli, facevano in modo che il seno non fosse completamente nudo. La moda, una volta attraversata la Manica, avrebbe trovato emuli tra le nobili inglesi che si sarebbero spinte a forarsi a loro volta i capezzoli inserendovi degli anelli d'oro come ornamento.
Ivan Bloch, rifacendosi a Isaac Disraeli, conferma infatti la moda della grande scollatura, che si sarebbe spinta a esporre i seni delle gran dame, presso la corte inglese di Carlo II, coeva a quella del Re Sole, ma non fa alcun cenno alla pratica della perforazione dei capezzoli. La moda scandalizzò benpensanti e puritani e fu oggetto di una severa condanna morale da parte di costoro, tanto che vennero pubblicati dei libelli atti a bacchettare questa e altre abitudini considerate "sconvenienti".

### La moda vittoriana deibosom rings
Numerose testimonianze riportano che tra le signore britanniche (ma anche tra alcuni uomini) di tarda epoca vittoriana, cioè attorno tra gli anni ottanta e novanta del XIX secolo, fossero divenuti di moda i cosiddetti bosom rings ("anelli da seno"). La pratica di perforazione dei capezzoli con applicazione di anelli d'oro o di spille ingioiellate, talvolta uniti da catenelle, avrebbe avuto lo scopo di aumentare la forma degli stessi, come rimedio contro il capezzolo introflesso, ma anche per pura stimolazione erotica. Pare la pratica avesse avuto origine a Parigi con il nome di anneaux de sein ("anelli da seno") e da lì avrebbe poi attraversato la Manica per prendere piede nella capitale britannica. A Londra la foratura dei capezzoli veniva effettuata da alcuni gioiellieri specializzati e alcune fonti riportano che un gioielliere di Bond Street affermava di aver forato i capezzoli di oltre 40 signore e giovani ragazze londinesi. Altre fonti si spingono ad affermare che tra le signore vittoriane ad avere i capezzoli forati, vi fosse anche una non meglio identificata celebre attrice del Gaiety Theatre, che indossava una lunga fila di perle appesa da un capezzolo all'altro, ai capi della quale vi erano due archetti con cui la teneva ancorata ai capezzoli forati, oltre a uno smeraldo nell'ombelico e un perizoma di oro puro; una famosa cantante, che avrebbe collegato gli anelli ai propri capezzoli l'uno all'altro con una corta catenella; Lady Randolph Churchill, la madre del primo ministro britannico Winston Churchill, che era comunque per certo anche tatuata. Valerie Steele, nel suo Fashion and eroticism. Ideals of feminine beauty from the Victorian era to the Jazz Age del 1985, riporta inoltre una testimonianza, tratta da un numero della rivista Society del 1899, in cui si afferma che a ad avere i capezzoli forati, indossandovi degli "anelli da seno" (breast rings) vi fossero anche tre nobili ragazze francesi, figlie di un marchese.

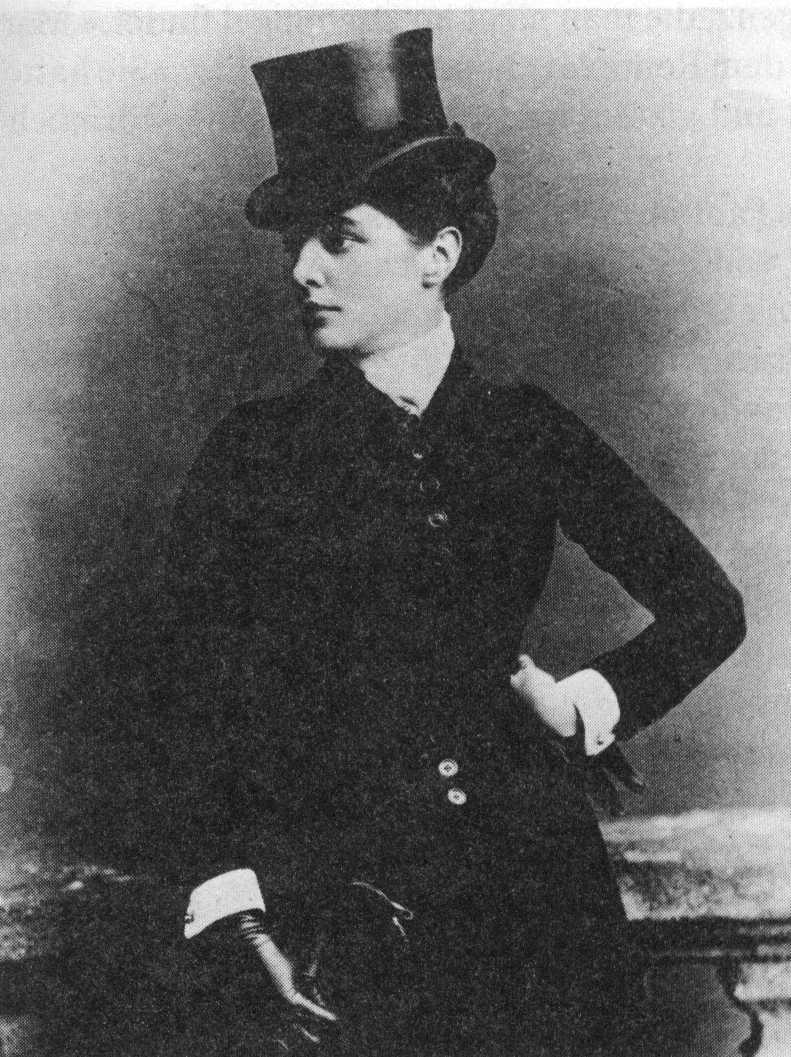
Lady Randolph Churchill

Il dottor S.G. Tuffill nel suo Sexual Stimulation. Games Lovers Play del 1973 riporta anch'egli testimonianza che era molto comune per le giovani ragazze vittoriane avere i propri lobi delle orecchie forati in giovane età, sostenendo che, in concomitanza, venissero forati anche i capezzoli. Entrambe le operazioni, inoltre, dovevano avvenire il prima possibile, a partire da quando i capezzoli cominciavano a svilupparsi ed entro i 15 anni di età. Era convinzione, infatti, che più giovani erano nel momento in cui foravano i loro lobi e i loro capezzoli, meglio era per loro, in quanto la carne più giovane era ritenuto fosse meno sensibile al dolore, non esistendo all'epoca alcun anestetico. Questa abitudine di forare i capezzoli in giovanissima età, viene riferita anche dal dottor Harold Greenwald, nel suo libro The Sex-Life Letters del 1973, dove sostiene che alle ragazzine britanniche si foravano contemporaneamente sia i lobi delle orecchie sia i capezzoli durante la stessa seduta, asserendo che, per i vittoirani, indossare anelli ai capezzoli avrebbe contribuito a rafforzare i muscoli del seno. Tuffill prosegue affermando che quando i capezzoli venivano forati, venivano indossati degli "allenatori", costituiti da dischi di osso o di metallo, talvolta d'oro, con un foro al centro abbastanza largo da far passare il capezzolo, un secondo disco veniva piazzato sopra il primo e distanziato da questo con tre viti, mentre una barretta veniva fatta passare nel foro praticato nel capezzolo. I due dischetti venivano periodicamente allontanati, allentando le viti, in modo che guarendo il capezzolo assumesse una bella forma ben sporgente, in modo da agevolare così l'allattamento al seno. Max Wykes-Joyce, nel suo Cosmetics and Adorment. Ancient and Contemporary Usage del 1961, fa cenno anch'egli a questa moda invalsa presso le ragazze dell'alta società vittoriana ed edwardiana di fine 800-inizi 900, accennando anche alla gioielleria da indossare nei capezzoli forati, che spesso veniva prodotta in abbinamento con quella per i fori nei lobi delle orecchie, che spesso venivano fatti in contemporanea, così da avere capezzoli e orecchie abbinati. Wykes-Joyce aggiunge che queste ragazze usavano indossare normalmente dei semplici anelli d'oro nei loro capezzoli durante il giorno, per sfoggiare, nelle occasioni di gala, gioielleria più sofisticata, sotto i loro corsetti.
A tale moda fanno riferimento inoltre Iwan Bloch nel suo Beiträge zur Aetiologie der Psychopathia Sexualis del 1903 e nel suo Sexual Life in England. Past and Present del 1938 (la cui edizione originale in tedesco è del 1907); Friedrich Salomo Krauss nel suo Die anmut des frauenleibes mit Abbildungen nach original Photographien del 1904; Rustam J. Mehta in Scientific Curiosities Of Sex Life del 1912; Maggie Angeloglou nel suo A History of Make-Up del 1970; Stephen Kern in Anatomy and Destiny del 1975; Bruce Felton e Mark Fowler in Felton & Fowler's More best, worst, and most unusual del 1976; Richard Sennett in The Fall of Public Man. On the Social Psychology of Capitalism del 1977; Harold E. Priestley nel suo Truly Bizarre del 1979; Hans Peter Duerr nel suo Dreamtime del 1987; Sally Pointer nel suo The Artifice of Beauty. A History and Practical Guide to Perfumes and Cosmetics del 2005 e molti altri. Il dottor Christopher Howard nel suo Physic And Fancy del 1937 cita la moda dei nipple rings, riferendovisi come uno di quegli "ornamenti del passato" che, al tempo, non aveva ancora ripreso popolarità. Paul Tabory nel suo Dress and Undress. The Sexology of Fashion del 1969, sostiene che la moda degli anelli ai capezzoli avrebbe avuto origine addirittura diversi decenni prima, cioè nell'Inghilterra di inizio ottocento, quando si pensava che il seno così decorato non fosse mai veramente nudo, permettendo di mostrare qualcosa di più. In tal modo la moda di fine ottocento sarebbe stato una sorta di revival, che avrebbe riportato in auge una moda britannica già conosciuta, che si sarebbe diffusa in seguito anche oltre alla manica, attecchendo a Parigi. Tabori, infine, sostiene che negli anni venti del XX secolo, gli anelli ai seni erano ancora diffusi in alcune case di tolleranza tedesche, dove le ragazze sarebbero state molto fiere di indossarli.
Oltre questi, a trattare della moda ottocentesca dei bosom rings, vi sono numerosi periodici di fine Ottocento quali The English Mechanic and World of Science, Family Doctor, Society e The Illustrated Boston News, attualmente almeno in parte reperibili e che confermano uno scambio di lettere e testimonianze su questo argomento che attesterebbero con una certa sicurezza l'esistenza della moda della perforazione dei capezzoli tra le giovani donne dell'alta società britannica, francese e statunitense, oltre che tra alcuni uomini. Il citato saggio di Valerie Steele, inoltre, conferma anch'esso la pratica della foratura dei capezzoli presso le donne dell'età vittoriana, associandola ad altre pratiche quali l'uso del corsetto e la fustigazione, facendoli rientrare così in un contesto feticista e sadomasochista, e aggiungendo che tale pratica era invalsa tanto presso le donne quanto presso gli uomini, in un contesto di travestitismo masochista, citando direttamente anche altre testimonianze presenti nelle riviste dell'epoca, non menzionate dagli altri autori. La Steele tuttavia, in altri suoi saggi come Fetish. Fashion, Sex, and Power del 1996 e The Corset. A Cultural History del 2001, afferma di non dubitare dell'esistenza di questa e di altre pratiche feticistiche e sadomasochiste, quali la fustigazione e il feticismo per i corsetti, ma mette in dubbio la veridicità delle varie testimonianze riportate dalle riviste citate di fine Ottocendo, che inserirebbero la pratica della perforazione dei capezzoli i contesti scolastici o aristocratici, reputandole esagerate, considerandole alla stregua di fantasie erotiche che enfatizzavano la realtà, di modo che, a suo parere, non è del tutto chiaro che cosa sia vero e che cosa no. La Steele sottolinea inoltre come questa presunta predisposizione delle donne vittoriane nei confronti di pratiche di modificazione corporea, di carattere feticista e masochista, quali l'estremo assottigliamento della vita, la fustigazione e la foratura dei capezzoli, non ritroverebbe alcun riscontro nella letteratura di carattere estraneo al feticismo.
Grazie alle indagini svolte sulla stampa ottocentesca, è possibile risalire all'origine di questa storia in una lettera apparsa nell'aprile del 1888 sul periodico inglese The English Mechanic and the World of Science a firma di Jules Orme, un uomo di origine polacca che descrisse di essersi sottoposto al piercing ai capezzoli durante l'adolescenza, assieme ad alcuni suoi compagni di classe quando frequentava le superiori, menzionando inoltre il fatto di aver visto in precedenza una donna polacca che li indossava. A questa lettera seguirono risposte e controrisposte per circa un anno, fino al maggio del 1889. Ma ulteriori testimonianze e lettere continuarono a comparire fino alla fine del secolo anche su alcune altre riviste. Le lettere riportano testimonianze di esperienze di come tale pratica fosse invalsa nelle società britannica e francese di fine secolo, tanto presso le donne quanto presso gli uomini. La maggior parte delle risposte era di carattere scandalizzato o indignato e contrario a tale tipo di pratica, considerandola innaturale e "selvaggia". Accanto a esse vi erano risposte di alcuni medici britannici che si spingevano a raccomandare tale pratica alle proprie pazienti, al fine di aumentare le dimensioni dei capezzoli e facilitare così l'allattamento. Mentre altri, al contrario, vi si opponevano, considerandola dannosa per l'allattamento al seno e possibile causa di cancro. Non si fa invece mai menzione di problemi di infezione o di allergie ai materiali utilizzati durante la guarigione dei fori.
Tra le altre testimonianze che emergono da queste riviste di fine Ottocento, vi è la prima risposta alla lettera di Jules Orme, proveniente da una ragazza britannica di nome Constance, che affermava di aver ricevuto la richiesta da parte di suo cugino Jack (che era anche il suo fidanzato e i due si sarebbero sposati l'estate successiva) di farsi forare i capezzoli a sua volta, dato che lui li aveva già e glieli aveva mostrati. Un'altra testimonianza proviene da una ragazza di vent'anni di nome Fanny, che, in risposta a chi sostiene che il piercing ai capezzoli interferirebbe con l'allattamento al seno, riferisce di essere una madre di famiglia e di aver allattato tutti i suoi figli da sola senza alcuna difficoltà. Fanny afferma inoltre di essersi fatta forare i capezzoli da un esperto quando aveva quindici anni, su richiesta di un suo amico intimo (che data l'epoca poteva essere al contempo un cugino e un fidanzato), e di indossarvi ininterrottamente degli anelli da allora senza aver mai avuto alcun problema. Tra le altre testimonianze vi è inoltre chi fa riferimento a delle insegnanti di scuola di perfezionamento che avrebbero forato personalmente i capezzoli delle loro allieve o che le avrebbero accompagnate a farsi forare presso degli studi specializzati in questa operazione.
Un'ulteriore testimonianza presente in questi periodici di fine Ottocento, racconta nei dettagli tanto l'operazione, quanto gli strumenti utilizzati in uno studio parigino. La testimonianza proviene da una giovane donna britannica di nome Costance, recatasi a Parigi per visitare l'Esposizione Universale del 1889 assieme alla sorella minore Millie. Costance racconta nei dettagli come sia lei che la sorella si siano fatte forare i capezzoli da una certa Madame Beaumont, che praticava questa operazione a Parigi, nel proprio appartamento nelle vicinanze di Rue de Rivoli, dove soddisfaceva i piccoli bisogni delle signore parigine, quali tingere i capelli, mettere lo smalto alle unghie, forare le loro orecchie e talvolta i loro capezzoli. La Beaumont aveva un vasto assortimento di anelli d'oro realizzati appositamente per essere indossati nei capezzoli e sia lei che la figlia avevano i capezzoli forati e indossavano questo tipo di gioielli. La Beaumont si era inoltre fatta costruire un'apposita pinzetta (non molto dissimile da quelle utilizzate dai piercer odierni) dotata di due tubicini alle estremità e di una vite per bloccare lo strumento attorno al capezzolo, in modo tale da praticare il foro correttamente senza che il "punteruolo" utilizzato per bucare il capezzolo deviasse dal suo percorso durante l'operazione. Una volta infilato l'ago nel capezzolo la pinzetta veniva rimossa, l'anello veniva quindi appoggiato alla base dell'ago e fatto passare nel foro così da completare l'operazione, disinfettando con dell'acqua canforata, che la Beaumont consigliava di utilizzare fino a guarigione avvenuta. La Beaumont affermò che Costance e la sorella Millie erano le prime signorine britanniche cui aveva forato i capezzoli, ma di aver compiuto questa operazione su diverse signore statunitensi e su molte donne francesi e da altre parti d'Europa.
Irvin Bloch, nel suo citato Sexual Life in England. Past and Present, riporta un estratto da un numero del periodico britannico Society del 1899, in cui appare una lettera di una modista di Oxford Street che testimonia di essersi sottoposta a tale pratica, elogiandone i vantaggi una volta guariti i fori. La ragazza, che si dimostrava inizialmente titubante e scettica, scoraggiata dal dolore che l'operazione avrebbe comportato, alla fine si è convinta vedendo che gli anelli ai capezzoli, indossati da sue clienti e colleghe, donavano un aspetto al seno maggiormente gradevole. Dopo essersi sottoposta all'operazione della foratura dei capezzoli e una volta guariti i piercing (non indicando che cosa abbia indossato nei fori fino a guarigione completata), ha deciso di indossare degli anelli d'oro, confessando di non trovarli affatto scomodi o dolorosi, ma che, anzi, il movimento degli anelli stessi le avrebbe provocato un piacevole "solletico", cosa questa confermatale da sue colleghe che indossavano anche loro anelli ai capezzoli.
Nel testo di Neumann vi sono ulteriori riferimenti che riportano come la moda avesse preso piede, oltre che a Parigi e Londra, anche presso giovani donne della costa orientale degli Stati Uniti, che si sarebbero recate fino a Parigi per farsi forare i capezzoli da gioiellieri specializzati, nonostante a New York vi fosse una "clinica per massaggi" il cui personale femminile praticasse questa operazione. Neumann riporta inoltre numerose lettere apparse nelle riviste Family Doctor, Society e The Illustrated Boston News, citando alla fine anche alcuni indirizzi di gioiellerie parigine e londinesi che praticavano la perforazione dei capezzoli e vendevano gioielli dai utilizzare in questi piercing, menzionandone alcuni situati a Parigi in Rue de la Paix, Palais Royal, Rue Leopold, Rue St. Honoré, e a Londra a Bond Street e nel Westend.
Tra i testi provenienti dalle riviste citate di fine ottocento, vi è comunque anche chi sostiene che quella dei capezzoli forati non fosse una moda dell'ultimo decennio dell'Ottocento, ma che fosse in voga già da qualche lustro: un lettore, afferma infatti, nella sua lettera alla rivista, che una duchessa sua conoscente, recentemente deceduta, indossava gli anelli ai capezzoli da almeno venticinque anni. Vi è inoltre un'ulteriore riferimento del periodo alla perforazione dei capezzoli in alcuni dei disegni a tema erotico e feticista di Franz von Bayros, che esibiscono seni femminili nudi con capezzoli forati che indossano anelli di grandi dimensioni, come è evidente ad esempio nella Tavola VI dal portfolio Im Garten der Aphrodite, il cui soggetto femminile, che ha anche il linguine completamente depilato, come spesso accade nei disegni di Byros, indossa due grossi anelli ai capezzoli collegati tra essi da una catenella.
In coda al fenomeno, Havelock Ellis nel suo Studies in the Psychology of Sex Vol. 2, pubblicato nel 1900, riporta la testimonianza di un ragazzo di 25 anni, sposato, che riferisce del suo desiderio di avere i lobi delle orecchie forati così da potervi indossare degli orecchini. L'uomo riferisce di essersi imbattutto in un articolo di un periodico Tit-Bits che parlava degli "orecchini per uomini", cosa che l'ha spinto a sperimentare. Una sera che la moglie era uscita ha così forato le proprie orecchie, inserendovi degli orecchini, passando poi a forare anche i capezzoli, inserendo i medesimi orecchini per poi sostituirli con delle perle sospese da fili che passavano nei fori praticati nei capezzoli.

### XX secolo e moderno revival

#### Prima metà del secolo
La pratica di forare i capezzoli sarebbe attestata tra i marinai britannici e statunitensi del XX secolo quale rito di passaggio al doppiare una determinata linea (dell'equatore, dei tropici o la linea internazionale del cambio di data) e varie immagini di marinai tatuati lo confermerebbero. Steven Zeeland, nel suo Sailors and sexual identity. Crossing the line between "straight" and "gay" in the U.S. Navy del 1995, riferisce di una pratica similare, in voga sempre tra i marinai statunitensi in tempi più recenti, nell'intervista a un marinaio di nome Ray nel capitolo intitolato The Navy Corpsman Nipple Piercing Ritual ("La tradizione del rituale del piercing al capezzolo tra gli infermieri della marina"). Nel testo viene riferito di una tradizione in voga tra i marinai dell'infermeria di stanza a Okinawa, presso 3º Battaglione Medico di Camp Hansen, che consiste nel praticare il piercing al capezzolo come segno di appartenenza al corpo di stanza in quella precisa località. Il rituale non ha alcuna connotazione di preferenza sessuale, viene praticato indistintamente tanto da marinai gay quanto da quelli etero, e viene svolto tra commilitoni, perforandosi i capezzoli a vicenda.

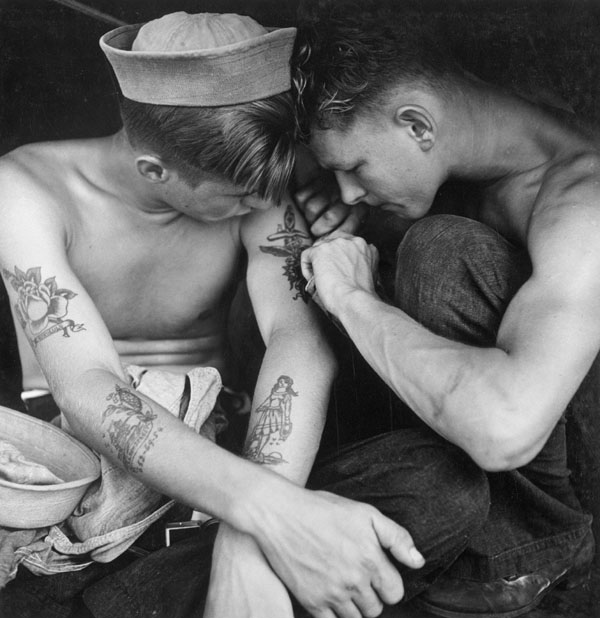
Marinai tatuati della nave statunitense New Jersey nel 1944

La pratica del piercing ai capezzoli era inoltre parzialmente diffusa anche durante la prima metà del XX secolo, prima dell'avvento del moderno piercing, tra dagli artisti delle fiere, i cosiddetti sideshow, dove fachiri, uomini e donne tatuati talvolta si spingevano a praticare anche piercing "intimi". Una testimonianza in tal senso ci proviene anche dal sito BME - Body Modification Ezine, in cui un lettore testimonia di aver incontrato da bambino una donna a una di queste fiere, che stava allattando all'interno di una tenda e indossava numerosi piercing, compresi due anelli d'oro ai capezzoli. Tra gli artisti da sideshow più celebri vi è Rasmus Nielsen, il cui spettacolo consisteva nel sollevare una incudine appesa ai suoi piercing ai capezzoli. In una lettera alla rivista The Billboard del luglio 1907, tal Dolly Varden riferisce di aver assistito in un side show allo spettacolo di un artista chiamato Capt. Ringman Mach che aveva i capezzoli forati in cui vi faceva passare delle "barre di acciaio" con cui sollevava delle pesanti palle di cannone e ancore agganciandole a esse, sostenendo di trovarlo carino. Diverse fotografie di donne tatuate, alcune appartenenti proprio al mondo dei side show, provenienti dalla Kobel Collection dimostrano anch'esse come la pratica non fosse del tutto sconosciuta durante la prima metà del Novecento. Tra questi Charlotte Hoyer, una mangiatrice di spade tedesca degli anni quaranta/cinquanta, indossava svariati piercing: oltre alla lingua, aveva forati entrambi i capezzoli, le piccole e grandi labbra della vulva. Kathy, una celebre spogliarellista britannica degli anni sessanta, aveva entrambi i capezzoli forati ornati con vistosi pendent A tal proposito il dottor R.E.C. Collins in un numero del British Medical Journal del 1981, confermerebbe come tale pratica fosse in uso presso le spogliarelliste, che si sarebbero forate i capezzoli appunto per meglio fissarvi i tassel o "copricapezzolo" o appendervi altri ornamenti per rendere maggiormente intrigante la loro esibizione. Elizabeth Weinzirl, celebre donna tatuata, aveva avuto i capezzoli forati durante gli anni sessanta.
Ethel Granger, riconosciuta nel Guinness dei primati come la donna con la vita più stretta, dato che, attraverso utilizzo del corsetto aveva raggiunto un giro vita di soli 33 cm (13 pollici) durante gli anni trenta, su suggerimento del marito, si era da questi fatta forare lobi, setto e narici. Successivamente gli aveva consentito di forarle anche i capezzoli, allargando con il tempo i fori grazie all'inserimento di anelli via via di maggiore spessore. Nei capezzoli aveva infatti inserito inizialmente degli anelli di 0,64 cm (0,25 pollici) (circa mezzo centimetro) di spessore, allargando poi i fori fino a permetterle di inserire degli anelli da 6,4 cm (2,5 pollici) di diametro e 0,76 cm (0,3 pollici) di spessore, che indossava costantemente.

#### Anni sessanta e settanta
Gli anni sessanta e settanta sono gli anni della rivoluzione sessuale, e così come le pratiche sessuali anche la pratica del piercing, e in particolare del piercing al capezzolo, comincia a diffondersi tra le sottoculture BDSM e gay leather, grazie soprattutto al lavoro svolto da Doug Malloy (Richard Simonton), Mr. Sebastian (Alan Oversby), Fakir Musafar (Roland Loomis) e Jim Ward. Si deve a loro l'impegno nella diffusione della pratica del piercing, alla realizzazione della gioielleria per piercing, alla definizione di metodi e tempi di guarigione per ogni singolo piercing. L'aumento di interesse nei confronti del piercing che si stava sviluppando durante gli anni settanta, spinse Simonton a consigliare a Jim Ward, che all'epoca lavorava come corniciaio, di avviare un'attività di piercing. Nel 1975 Simonton finanziò Ward per avviare il suo studio di piercing Gauntlet, originalmente con base nella casa di Ward, dove questi iniziò a produrre gioiellerie per piercing e imparare su come praticare i vari tipi di piercing. L'attività, la prima nel suo genere, ebbe inizio nel novembre del 1975 e questa è considerata la data di inizio della moderna industria del body piercing.
Nel 1971, S.G. Tuffill, nel suo saggio Sexual Stimulation in Marriage, pubblicato a Londra da Mac Gibbon & Key e ristampato nel 1973 negli Stati Uniti da Grove Press con il titolo Sexual Stimulation. Games Lovers Play, scrive estesamente del piercing al capezzolo in uso quale pratica erotica consensuale all'interno delle coppie eterosessuali e quindi come gioco sessuale, talvolta con risvolti sadomasochisti, in altri casi di semplice stimolazione tattile e visiva, che godeva all'epoca - le testimonianze raccolte vanno grosso modo da metà anni cinquanta alla data della pubblicazione - già di una considerevole diffusione. Tuffill per il suo lavoro raccoglie numerose testimonianze apparse nei precedenti quindici anni su varie fonti, tra le quali riviste come The Journal of Human Relations, Penthouse, London Life, Bizarre, Exotique e altre ancora. Tuffill cita una coppia, in cui la moglie si fa forare i capezzoli dal medico di famiglia su richiesta del marito, per inserirvi poi dei piccoli anelli d'oro; una coppia di fidanzati in cui entrambi hanno i capezzoli forati e giocano con i loro piercing unendoli assieme; un'altra testimonianza riporta il gioco BDSM di una coppia, in cui il marito assicura a degli anelli fissati al pavimento gli anelli che questa porta nei propri capezzoli, prima di sculacciarla; ancora un'altra coppia sposata in cui il marito perfora i capezzoli della moglie personalmente, inserendovi degli anelli di un diametro abbastanza grande e dai quali, una volta guariti, la donna afferma trarne eccitazione sessuale; un'altra coppia sposata, la cui proposta, da parte del marito, di forare i capezzoli alla moglie, dopo averle mostrato una fotografia di una ragazza tatuata che aveva a sua volta i piercing ai capezzoli, viene da questa accolta con entusiasmo e praticata dapprima senza successo con un grosso ago da cucito, in seguito con una pistola per forare le orecchie; un'altra testimonianza riporta informazioni sulla storia del piercing al capezzolo, ricordando la moda dei Bosom Rings vittoriani e illustrando le tecniche per attuare correttamente un piercing al capezzolo.
Negli anni settanta la pratica del piercing del capezzolo sembra iniziare a farsi strada timidamente anche fuori dagli ambienti underground, come testimonierebbero alcune pubblicazioni di quel periodo. Nancy Friday nel suo celebre Il mio giardino segreto. Fantasie erotiche femminili (My Secret Garden. Women Sexual Fantasies), una ricerca sulle fantasie erotiche femminili pubblicata originalmente negli USA da Simon & Schuster nel 1973, riporta una di fantasia masturbatoria che comprende la perforazione rituale dei capezzoli con aghi roventi, poi sostituiti con enormi anelli. Nel seguito di questo volume, Forbidden Flowers. More Women’s Sexual Fantasies, pubblicato, sempre da Simon & Schuster nel 1975, si ritrova un'altra fantasia masochista similare di play piercing da parte di una ragazza ventiquattrenne, la quale riporta di non limitarsi solamente a fantasticare di essere sottoposta alla tortura degli aghi roventi nei capezzoli, ma di mettere talvolta in pratica la propria fantasia.
Il dottor Harold Greenwald, nel suo libro The Sex-Life Letters del 1973, ma la cui prima edizione è del 1972 e alcuni scritti contenuti in esso risalgono anche al 1968, tratta del piercing al capezzolo come di una realtà diffusa e consolidata tra alcune donne dell'epoca. In un articolo dedicato esplicitamente alla pratica racconta di essere esperto di foratura delle orecchie da oltre ventisei anni, ma di aver ricevuto anche richiesta di foratura dei capezzoli. Greenwald non considera particolarmente dolorosa la procedura, non più di quella alle orecchie comunque, e di praticarla utilizzando degli anelli d'oro sterilizzati e spruzzando sui capezzoli da forare cloruro di etile come anestetico, dopodiché, una volta forati i capezzoli, vi inserisce degli anelli dorati e i piercing guariscono mediamente in 6-8 settimane. Greenwald in seguito spiega la motivazione della foratura dei capezzoli, ricordando anch'egli l'uso di tale pratica durante l'epoca vittoriana, durante la quale, sostiene, alle ragazzine in giovane età, si foravano contemporaneamente sia i lobi delle orecchie sia i capezzoli durante la stessa seduta, asserendo che, per i vittoirani, indossare anelli ai capezzoli avrebbe contribuito a rafforzare i muscoli del seno. All'inizio degli anni settanta, sostiene Greenwald, molti uomini apprezzavano vedere le mogli con gli anelli al seno e molte donne amavano avere i capezzoli forati per sentirsi "differenti", non solamente per sentirsi più sexy, tuttavia la pratica contribuiva sicuramente anche a favorire questa sensazione. Nella sua esperienza, quindi, il piercing ai capezzoli è quello maggiormente richiesto dopo quello alle orecchie, ma Greenwald riferisce anche di aver ricevuto richieste e di aver praticato piercing alla narice e piercing alle grandi labbra della vulva, il cui scopo sarebbe quello di una sorta di "cintura di castità".
Larry "The Silver Fox" nel suo libro autobiografico del 1974 My life with Xaviera "The Happy Hooker", in cui narra dei tre anni vissuti con Xaviera Hollander, racconta di un loro incontro, durante una serata orgiastica, con due ragazze longilinee e dall'aspetto adolescenziale, Lori e Juie, che, Xaviera gli presenta come: "Queste sono le ragazze con gli anelli". Alla richiesta di maggiori dettagli Xaviera gli dice che sono due tra le "creature più erotiche del mondo", precisando che non si tratta di prostitute, ma di due ragazze che amano divertirsi e che hanno entrambi i capezzoli e le grandi labbra vaginali forati e che inseriscono degli anelli in questi fori, così come fa una donna con i lobi delle orecchie forati, ma che al posto degli orecchini, Lori e Julie indossano delle catenelle o delle chiavi appese ai loro anelli. Nel numero 7, volume 40, del febbraio 1974 della rivista Sexology, compare la richiesta di una lettrice in merito alla perforazione dei capezzoli richiestale dal marito. La lettrice afferma di avere già piercing genitali alle piccole e grandi labbra, fattele dal marito, e chiede delucidazioni in merito al rischio di infezioni dell'eventuale perforazione dei capezzoli, cosa che il redattore le sconsiglia di fare. Nel numero 2, volume 41, del settembre dello stesso anno, segue una risposta da parte di un altro lettore, che sostiene che la pratica è "facile come forare i lobi delle orecchie". Il lettore continua rassicurandola e affermando che la pratica della foratura dei capezzoli sarebbe comune in Egitto, Nord Africa, Grecia, Italia e Spagna, e che non vengono menzionati problemi di infezione nella letteratura, consigliandole infine di abbandonare ogni esitazione, comprare dei gioielli da inserire nei capezzoli e mettere in pratica il suo desiderio di forarsi i capezzoli.
Bruce Felton e Mark Fowler, nel loro Felton & Fowler's More best, worst, and most unusual del 1976, riferiscono di come la moda, già in voga durante la Belle Epoque, della perforazione dei capezzoli presso le signore francesi, britanniche e statunitensi, con l'inserimento di anelli d'oro o d'argento o di spille ingioiellate, stesse godendo di un certo revival nella Costa Azzurra di fine anni settanta, tra le appassionate del topless o del nudismo, che si esponevano al sole esibendo il seno nudo decorato da piercing ai capezzoli. A supportare questa rinascita della moda di forare i capezzoli inserendovi anelli e altri gioielli, vi è anche un trafiletto della rivista New Times dell'ottobre 1975, che riporta la notizia che sulla Costa Azzurra, al fianco della moda del topless, che sta già venendo surclassata da quella del nudo integrale, si sta diffondendo anche la moda del percée de sein, ovvero della foratura dei capezzoli con l'esibizione di vistosi gioielli inseriti nei fori. La rivista completa la testimonianza con la foto di una ragazza che esibisce due vistosi pendent appesi ai suoi fori nei capezzoli.
Anche lo scrittore britannico Graham Masterton, che, a partire dal 1971, pubblica una serie di guide al sesso, nel suo How to Drive Your Man Wild in Bed del 1976, descrive la pratica del piercing. Graham afferma di aver scoperto la pratica del piercing grazie a Penthouse, sulle cui pagine ha potuto scoprire come si fosse diffusa nel porno la pratica di forare i capezzoli inserendovi anelli d'oro presso le donne così come presso gli uomini e di come alcuni si spingevano a unire i piercing con delle catenelle, definenndo l'hobby abbastanza "innocuo". Aggiunge poi che a Stoccolma ha avuto modo di vedere fotografie di donne con le grandi e piccole labbra forate con anelli e in alcuni casi i piercing erano chiusi insieme da lucchetti, così da fungere da una sorta di cintura di castità. Testimonia anche di immagini di uomini aventi piercing al prepuzio o al glande. Masterton raccomanda comunque di affidarsi a un medico per farsi praticare un piercing, così da evitare possibili complicazione, evitando di farlo in zone dove poi ci si possa pentire.
Come già accennato, durante tutto il decennio sono soprattutto le riviste erotiche e pornografiche statunitensi, quali ad esempio Hustler, Penthouse o Playboy, impegnate a mettere a conoscenza del pubblico del diffondersi della pratica del piercing, pubblicando con una certa frequenza informazioni in merito alla pratica del piercing o, più raramente, immagini di modelle che ne esibiscono. In particolare sul piercing ai capezzoli sono molte le domande che giungono dai lettori e ne chiedono informazioni in merito, avendo visto fotografie di donne o uomini che li indossavano o avendone letto, sono interessati a effettuare la procedura su loro stessi e chiedono in formazione in merito a dove farlo o come farlo da sé. Sembrano particolarmente le donne interessate maggiormente a forare i loro capezzoli e applicarvi dei gioielli o i loro mariti a chiedere loro di farsi praticare tale tipo di piercing. Nel numero di gennaio 1970 della rivista Penthouse una lettera scritta da un ragazzo britannico di Swansea, nel Galles, testimonia che la sua fidanzata, dopo aver letto un articolo su una rivista non meglio precisata a proposito dei teat rings, è stata spinta dall'impulso di indossare a sua volta degli anelli nei capezzoli, chiedendo a un amico medico di praticarle i fori nei quali ha in seguito indossato degli "enormi anelli". Nel numero dell'agosto successivo della stessa rivista, compare una lettera, sempre a proposito del piercing al capezzolo, di un tatuatore di Amburgo, che evidenzia come molti dei suoi clienti chiedano di praticare questo e altri tipi di piercing, avvisando di essersi attrezzato, chiedendo aiuto a un abile gioielliere, per eseguire al meglio e nel modo più igienico, questo tipo di intervento. Nel numero di agosto 1977 della rivista Playboy viene pubblicato un articolo che tratta di una delle prime convention di tatuaggio, Tattoo '77, tenutasi nella non meglio identificata città di Reno, negli Stati Uniti, dove i redattori della rivista che l'hanno visitata testimoniano la grande presenza di persone che indossa numerosi piercing, affermando che "la stanza [che ospita la convention, N.d.r.] tintinna di anelli alle orecchie, alle narici e ai capezzoli". Queste riviste contineranno ininterrottamente a trattare di piercing da inizio anni settanta ai giorni nostri. Ad esempio nel numero di Hustler dell'aprile 1984, troviamo una ragazza chiedere informazioni in merito alla gioielleria per piercing e dove trovarla, poiché i suoi capezzoli sono stati forati dal suo ragazzo numerose volte, ponendo rimedio anche al problema che lei aveva di capezzolo introflesso e ora chiede informazione su dove reperire la gioielleria adatta da indossare nei suoi nuovi fori, poiché dei normali orecchini sono troppo piccoli.
A ulteriore attestazione che la pratica stava prendendo piede in questi anni nel mondo occidentale, vi sono anche alcune storie contenute nel sito BME - Body Modification Ezine, che riportano testimonianze di come la pratica avesse iniziato a prender piede limitatamente con tecniche e materiali non professionali, data la limitata presenza di studi di piercing professionali in quegli anni. Vi è ad esempio la testimonianza di una donna che, nel 1999, definendosi una "pioniera del piercing del capezzolo", riferisce di essersi forata da sola i capezzoli nel 1974, quando aveva circa vent'anni e senza che vi fossero stimoli esterni a indurla in tale pratica, ma solamente il desiderio di decorare il proprio corpo e giungendovi dopo aver forato numerose volte le orecchie e una narice. La testimone riferisce di esservi riuscita dopo più esperimenti e aver provato a usare aghi di diverso spessore, finendo, una volta riuscita a produrre un foro abbastanza largo per far passare un ampio orecchino ad anello, per indossare ininterrottamente anelli ai capezzoli fin da quella data. Un'altra testimone, di nome Ilse Berg, racconta che la madre le ha forato i lobi appena nata, e che, fin da piccola, "ho cercato di superare i miei limiti perforando diverse parti del mio corpo". Giunta ai tredici anni, nel 1979, racconta di essersi forata da sola i capezzoli, sperimentando diversi tipi di aghi e di orecchini, non sapendo niente di piercing. Ha infine inserito nei fori appena fatti dei "vecchi orecchini", affermando di essere guarita perfettamente. Durante tutta l'adolescenza, spinta dalla madre a usare il corsetto, ha al contempo cominciato ad allargare i buchi delle orecchie e dei capezzoli, inserendo via via vari oggetti, fino ad arrivare, all'età di 19 anni, ad avere dei fori ai capezzoli della larghezza di 8 mm, in cui ha fatto inserire da uno studio di piercing un paio di anelli in acciaio molto pesanti, sostituendoli infine, un paio d'anni più tardi, con dei tunnel di 7 mm e dei nipple shields che sono diventati permanenti, poiché fatti saldare assieme.

#### Anni ottanta e novanta
Negli anni ottanta il fenomeno si diffonde ulteriormente, seppure rimanendo sempre confinato per lo più a pratica estrema underground. È comunque una pratica da alcuni considerata legata alla pratica del tatuaggio, come estensione e complemento di essa, in soggetti ampiamente o completamente tatuati che si spingono a forare anche i capezzoli come completamento dell'opera di modificazione del proprio corpo. In questi anni riviste di fotografia come Photo e Zoom cominciano a mostrare persone con piercing ai capezzoli. Nel dicembre 1982 ne tratta in italiano l'articolo Straziami, ma di spille saziami a firma Paolo Rinaldi, pubblicato dalla rivista Phototeca, anno III, n 9, ma l'autore riferisce per lo più il catalogo di bufale inventate da Richard Simonton, evidentemente già in circolazione da anni, senza aggiungervi alcunché di nuovo o di maggiormente attendibile. Nina Malkin, in una sua articolo pubblicato nel numero del luglio 1986 della rivista National Lampoon, in cui racconta della sua esperienza come redattrice di una rivista per adulti, durante la quale aveva il compito di esaminare le modelle che inviavano loro fotografie per venire assunte, testimonia di come già all'epoca molte modelle e attrici cercassero di distinguersi tramite modifiche del corpo temporanee o permanenti, rilevando come queste fossero spesso solite colorarsi i capelli, depilarsi completamente, farsi dei tatuaggi, forarsi i capezzoli o le labbra della vulva. Cecil Adams (presumibilmente uno pseudonimo che cela vari redattori), nell'edizione aggiornata del 1988 del suo The Straight Dope, raccolta di articoli apparsi nella rubrica di domande e risposte omonima pubblicata dal 1973 fino al 2018 dal Chicago Reader, riporta la domanda di una lettrice che chiede informazioni sul piercing al capezzolo e dove farlo, interrogandosi se l'operazione può essere compiuta da un medico. Il redattore risponde di rivolgersi a un piercer esperto facendo il nome del noto Gauntlet e riferendo che la stessa domanda è stata posta da almeno altre due lettrici.
È in questo contesto che nel 1983 esce il film giapponese di genere pinku eiga, Chikubi ni piasu o shita onna (in giapponese La donna con i capezzoli forati), conosciuto internazionalmente anche il titolo Woman with Pierced Nipples, diretto da Shôgorô Nishimura, che è incentrato sul tema del piercing ai capezzoli e dove la protagonista, interpretata dall'attrice Jun Izumi, si sottopone al piercing dei capezzoli come rituale di sottomissione sadomasochista, dopo aver assistito alla medesima pratica su un'altra ragazza masochista membro del medesimo club in cui alla fine viene condotta anch'ella.

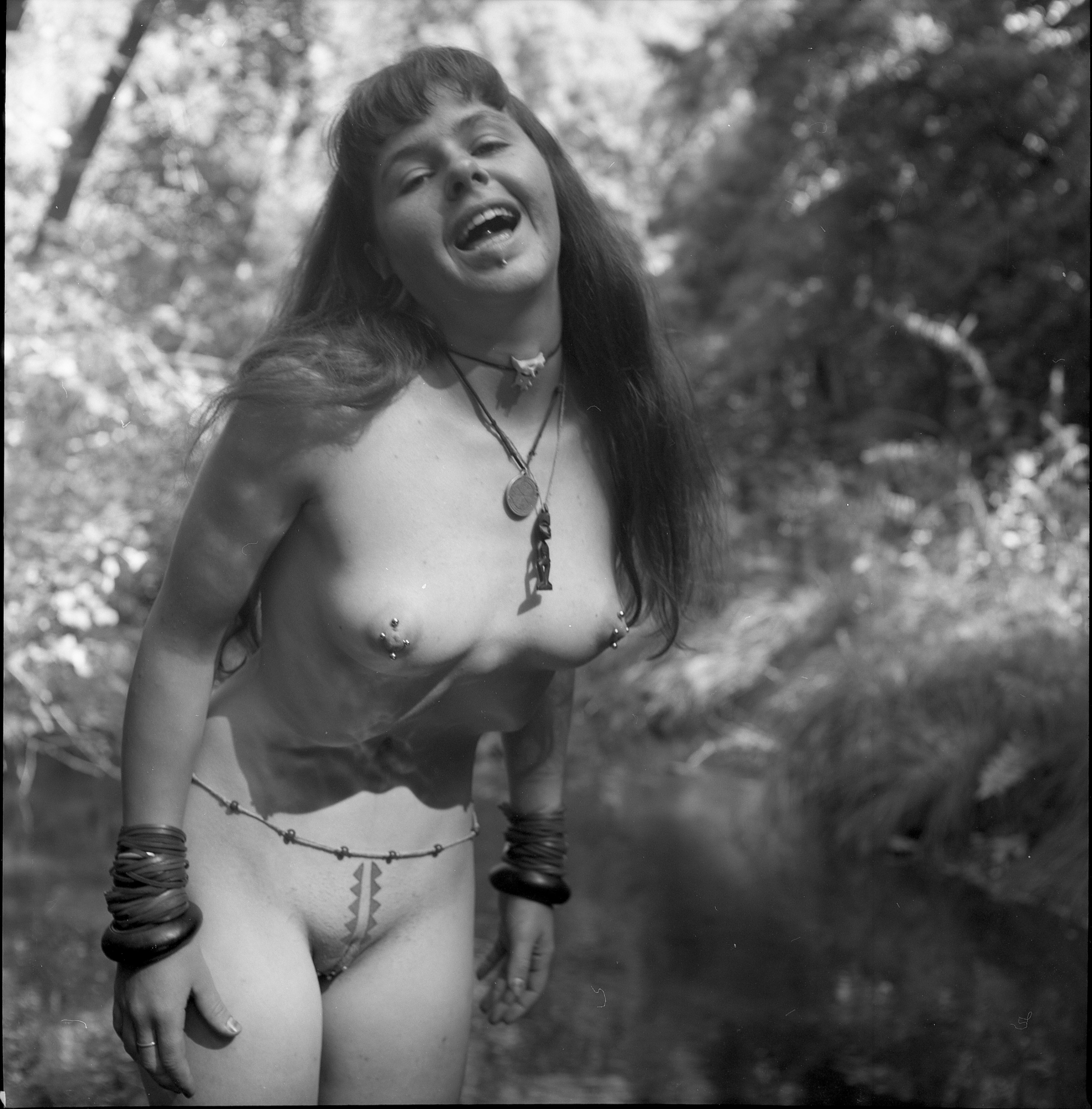
Ragazza modern primitive del 1993 con piercing multiplo ai capezzoli

Tra gli anni ottanta e novanta del XX secolo, il piercing al capezzolo si diffonde anche nelle sottoculture punk, goth e industrial. Tra i musicisti che in quegli anni indossano questo tipo di piercing troviamo Genesis P-Orridge e l'allora moglie Paula P-Orridge (Alaura O'Dell). La popolarità in ambito underground di questa e di altre pratiche di modificazione corporea, si deve anche e soprattutto alla pubblicazione del libro ReSearch 12: Modern Primitives nel 1989. Nel volume sono presenti numerose interviste, immagini e descrizioni delle pratiche e delle procedure, e tali pratiche vengono così per la prima volta portate all'attenzione di un pubblico più vasto. Ma sarà soprattutto negli anni novanta, che la pratica prenderà a diffondersi anche in ambito mainstream, grazie a celebrità, soprattutto in ambito musicale, che lo indossano ed espongono pubblicamente o che confessano di portarlo.
Tra questi il piercing al capezzolo appare nel libro fotografico Erotica, legato all'album omonimo, di Madonna e viene esibito da personaggi quali Tommy Lee; Corey Taylor;; Axl Rose; Lenny Kravitz, cui farà seguito, negli anni duemiladieci, la figlia Zoë; Joan Jett. Trova ampia diffusione anche nella moda e popolari supermodel lo esibiscono in fotografie di nudo o sulla passerella, indossando abiti che lasciano intravedere il seno scoperto. Tra le primissime a indossarne ed esibirne pubblicamente in fotografie o sfilate, vi è Sibyl Buck che, oltre ai capezzoli, portava anche piercing alla narice, al labbro, all'ombelico e nella cartilagine dell'orecchio. Altra pioniera in questo campo è Erica VanBriel, modella belga che a una celebre sfilata haute couture primavera/estate del 1998 di Thierry Mugler (del quale è una delle muse) sfila indossando un abito da sera appeso ai piercing dei suoi capezzoli che lo stilista aveva confezionato appositamente per lei, una volta scoperto che la modella aveva i capezzoli forati. Infine Tasha Tilberg, modella canadese che, negli anni novanta, esibisce svariati piercing, tra cui gli anelli a entrambi i capezzoli.
In ambito pornografico il piercing al capezzolo e ai genitali, diviene un vero e proprio genere, e la pratica del piercing temporaneo (play piercing) parte dei giochi sadomasochisti. Il piercing al capezzolo, unitamente a quello del cappuccio della clitoride, diviene popolare anche tra svariate pornostar.
Anche in ambito cinematografico il piercing al capezzolo incomincia a comparire in numerosi lungometraggi mainstream durante gli anni novanta, preceduto dal cortometraggio underground Pierce del 1990, diretto dal regista e fotografo statunitense Richard Kern, che documenta il procedimento del piercing al capezzolo della protagonista, Audrey Rose. Tra i film: Il silenzio degli innocenti (The Silence of the Lambs) del 1991, in cui il serial killer indossa un piercing al capezzolo; Pulp Fiction (1994) di Quentin Tarantino, in cui Jody (Rosanna Arquette), disquisisce a lungo della pratica del piercing e dei suoi pregi, dichiarando di avere svariati body piercing in 18 parti del corpo compreso uno nel capezzolo sinistro; il film indipendente Go Fish del 1994, dove le attrici Migdalia Melendez e Anastasia Sharp esibiscono piercing ai capezzoli; il lungometraggio Butterfly Kiss - Il bacio della farfalla (Butterfly Kiss) del 1995, in cui la protagonista Eunice (Amanda Plummer) indossa piercing a entrambi i capezzoli uniti da varie catene; il film Tromeo and Juliet, del 1996, in cui viene mostrata la procedura di piercing ai capezzoli della fidanzata di uno dei protagonisti.

### XXI secolo
Negli ultimi vent'anni la pratica, assieme ad altre forme di piercing, al tatuaggio e alla depilazione, si è definitivamente affermata come diffusa pratica di modificazione corporea mainstream. Molte sono le celebrità che esibiscono spesso piercing ai capezzoli in tutti i campi, dalla musica allo sport. Tra le tante celebri modelle che esibiscono piercing a uno o entrambi i capezzoli, vi sono: Alice Burdeu; Agyness Deyn; Freja Beha Erichsen; Marloes Horst; Abbey Lee Kershaw; Jaime King; Charlbi Dean Kriek; Catherine McNeil Cecilia Mendez; Lara Stone; Candice Swanepoel; Erin Wasson;; le sorelle Kendall e Kylie Jenner. Fra i celebri modelli troviamo invece Jivago Santinni.
Nel primo decennio del secolo, l'artista di side show Sage Warbock, meglio noto con lo pseudonimo di The Great Nippulini, ha più volte battuto il record del mondo, venendo registrato nel Guinness dei Primati, sollevando pesi ataccati ai piercing nei propri capezzoli. Il 20 maggio 2003 registra il record di pesi appesi ai capezzoli, al Tritone Bar di Filadelfia, in Pennsylvania, sollevando un totale di 21,9 Kg. Il 25 marzo 2011 batte inoltre il record di veicolo più pesante trascinato con i capezzoli, a Milano, in Italia, trainando coi propri capezzoli un vagone ferroviario di 988,5 Kg.
Il piercing al capezzolo è stato inoltre oggetto di attenzione da parte della stampa scandalistica, perché esposto in taluni contesti popolari da parte di personaggi celebri. La cantante Björk, per il suo video Pagan Poetry, diretto da Nick Knight, mostra immagini, distorte al computer, di play piercing, con perle che vengono cucite nella pelle, oltre a immagini altamente sfocate e distorte di fellatio ed ejaculazioni, personalmente girate dalla stessa cantante. La cantante islandese inoltre indossa vistosi anelli inseriti nei capezzoli, ma si tratta di piercing temporanei, realizzati appositamente per il videoclip. Il regista ha affermato "volevo spogliarla", "volevo mostrare la sua sessualità", rivelando che l'idea è stata della stessa Björk, il cui concetto originale era quello di farsi cucire delle perle nei capezzoli, mostrando una donna che si prepara per il matrimonio. In realtà la cantante indossa un vestito da sposa disegnato per lei da Alexander McQueen, che comprende piercing ai capezzoli uniti all'abito da fili di perle e fili di perle cucite nella pelle. I vari play piercing che si vedono compiere nel video sono stati realizzati sui corpi di cinque ragazze scelte per le riprese, appassionate di sottocultura e piercing, sui cui corpi venivano inseriti degli aghi da un'infermiera e dei piercer esperti. L'unico play piercing che si vede compiere sul corpo di Björk è quello in cui si cuce da sé un filo di perle nel lobo di un orecchio.
Il piercing al capezzolo di Janet Jackson, ha avuto una considerevole attenzione da parte dei media durante il Super Bowl XXXVIII, quando la cantante statunitense ha scoperto il seno rivelando un nipple shield applicato a un piercing. L'incidente è stato umoristicamente chiamato Nipplegate. Tempo addietro, nel 2000, la cantante era stata ospite dell'Oprah Winfrey Show, dove era stata interrogata a proposito dei propri piercing ai capezzoli dalla conduttrice Oprah Winfrey, che le aveva chiesto se era stato doloroso farseli fare. Janet Jackson aveva risposto: "un po', ma in modo buono", aggiungendo anche che il continuo strusciare degli abiti contro i propri piercing ai capezzoli le procurava tanti "piccoli orgasmi" nel corso della giornata. Anche la nipote, Paris Jackson, figlia di Michael è stata più volte ritratta dalla stampa scandalistica esibendo vistosi piercing ai capezzoli sotto la maglietta.
Nicole Richie, figlia del cantante Lionel, ha fatto scattare un allarme all'Aeroporto Internazionale di Reno-Tahoe passando un metal detector con il suo piercing al capezzolo. La cantante Pink ha avuto i capezzoli forati nel backstage dopo un concerto tenuto in Germania, alla presenza della madre. L'intera scena è stata ripresa e più tardi pubblicata nel suo DVD Pink: Live in Europe. Christina Aguilera ha avuto numerosi piercing, compresi ai capezzoli, che ha esposto in diverse foto in cui appare in topless. In seguito ha rimosso tutti i piercing a eccezione del capezzolo destro.
La cantante R&B Cassie ha entrambi i capezzoli forati, autoscatti dove lei appare nuda, sono stati diffusi su Internet da qualcuno che li ha sottratti infiltrandosi nel suo cellulare, similmente a quanto accaduto alla cantante pop Rihanna, le cui foto che mostrano il suo piercing al capezzolo destro sono state diffuse nello stesso modo. In seguito la cantante è apparsa in numerose foto in cui indossa abiti trasparenti che lasciano intravedere il piercing o, nell'aprile 2014, apparendo in topless sul periodico Lui, storico emulo francese di Playboy, pubblicato fin dagli anni sessanta, fotografata da Mario Sorrenti. Tali esibizioni di Rihanna sono state puntualmente oggetto di scandalo e la pubblicazione delle foto di Sorrenti sul profilo ufficiale di Instagram della cantante ne ha causato la rimozione e l'ammonimento da parte del social network.
Nel suo libro Bang Ditto del 2009, l'attrice Amber Tamblyn confessa di essersi fatta forare i capezzoli all'età di sedici anni, nella stessa settimana in cui ha vinto un premio Holywood Reporter per la sua partecipazione a una soap opera (General Hospital) e prima di essersi fatta il suo primo tatuaggio, una fatina sopra la caviglia destra.
Nell'agosto del 2010 l'attrice Rooney Mara ottiene la parte di Lisbeth Salander nel riadattamento, a opera di David Fincher, di Uomini che odiano le donne di Stieg Larsson. Nel film il personaggio di Lisbeth Salander indossa svariati piercing. Per interpretare la parte l'attrice, oltre a essersi tagliata i capelli e tinta le sopracciglia, si è realmente sottoposta alla pratica dei vari piercing compresi quattro fori in ciascun lobo e in sopracciglio, narice, labbro e capezzoli. L'attrice ha dichiarato di aver deciso di sottoporsi alla pratica per poter entrare maggiormente nel personaggio, pur non avendo mai avuto precedentemente alcun tipo piercing, e che, mentre il piercing dell'orecchio è stato molto doloroso, quello al capezzolo non lo è stato per nulla. La Mara ha in seguito rimosso tutti i piercing una volta terminata la lavorazione del film, tenendo solamente il piercing al capezzolo destro, anche nella prospettiva di prendere parte a un sequel del film e non dover eseguire il piercing una seconda volta, come infatti è possibile constatare anche nel film Una del 2016.
Tra le varie altre celebrità a indossare il piercing al capezzolo vi sono: la popolare presentatrice britannica di MTV Davina McCall; la nuotatrice Federica Pellegrini, che nel suo libro Mamma, posso farmi il piercing? confessa di averne fatto uno al capezzolo sinistro per festeggiare il suo primo record del mondo ai Campionati Mondiali di Melbourne del 2007; la tuffatrice e personaggio televisivo appartenente alla famiglia reale monegasca Pauline Ducruet; l'ereditiera nipote di Ferruccio Lamborghini, Elettra Miura; la blogger Chiara Ferragni; l'attrice e modella Amber Rose; la figlia di Bob Geldof, Pixie; gli attori Jaye Davidson; Neil Patrick Harris; Tim Roth il giornalista Evan Davis; i musicisti Steve Vai; Dave Navarro; Mark Hoppus e Bill Kaulitz; Damiano David e Victoria De Angelis dei Måneskin.

## Procedura e guarigione

### Materiali
Poiché i piercing possono dare origine ad allergie, la scelta dei materiali da inserire nel foro è fondamentale. È inoltre importante anche la scelta della dimensione del gioiello, sia per la lunghezza che per lo spessore, così da evitare un possibile rigetto del piercing. Lo spessore del gioiello e il tipo di metallo di cui è composto è quindi fondamentale. Molte persone sono allergiche al nickel, che è comunemente usato nella produzione di bigiotteria, ma anche in alcune leghe contenenti oro. I migliori materiali per il piercing al capezzolo (e per i piercing in generale) sono quindi il titanio, l'oro privo di nickel, il platino, il niobio o l'acciaio chirurgico (quest'ultimo il più comunemente usato almeno come primo materiale durante la guarigione del piercing).

### Procedura

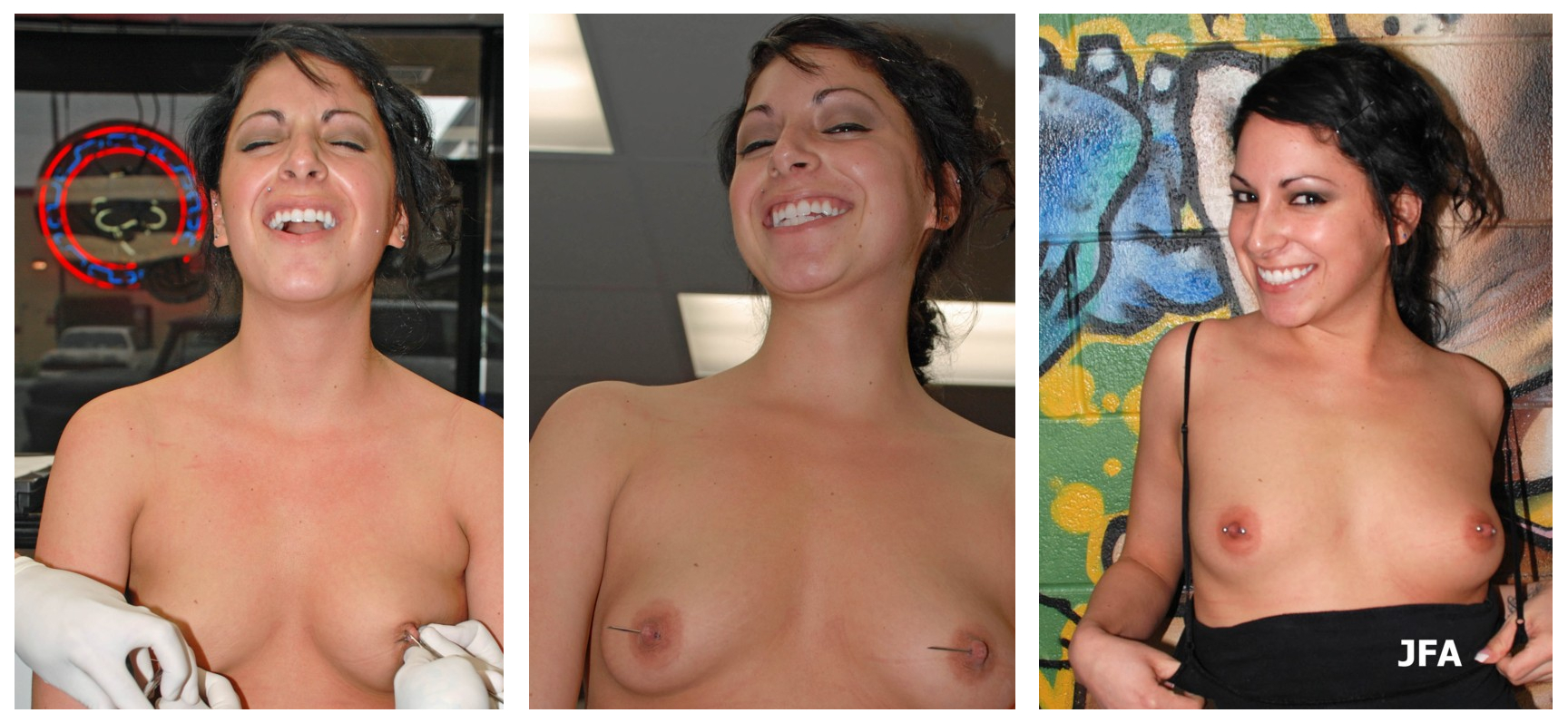
Procedura di un piercing al capezzolo: 1) il tessuto viene stretto dalle pinze; 2) l'ago ipodermico viene infilato; 3) il gioiello (barbell) viene inserito

Dopo aver scelto il posizionamento del piercing, il foro può venire infatti praticato orizzontalmente (più comunemente), verticalmente o diagonalmente, la zona viene disinfettata con apposita soluzione disinfettante. Alcuni piercer consigliano inoltre di lavare bene con acqua calda i capezzoli, utilizzando anche un sapone disinfettante (ad esempio a base di clorexidina), così da "rilassare" la parte. Vengono quindi segnati i punti di ingresso e di uscita dell'ago con un apposito pennarello, talvolta alcuni piercer tracciano l'intera linea di percorso, così da poter praticare un foro perfettamente orizzontale o verticale. Il capezzolo viene quindi pinzato con un forcipe, in modo da poter afferrare saldamente il capezzolo stesso e trapassarlo nel modo più rapido e indolore, oltre che poter eseguire il foro in modo rettilineo e seguendo i punti di ingresso e uscita marcati precedentemente.
A questo punto viene infilato l'apposito ago cannula sterile in acciaio chirurgico precedentemente sterilizzato (generalmente di 1,5-2 millimetri di diametro, cioè tra i 16G e i 18G), attraverso il capezzolo così da praticare il foro. Alcuni piercer si avvalgono di pomate, che possono avere anche un'azione disinfettante o antibiotica, che possano così agevolare la penetrazione dell'ago nel capezzolo. La pinza viene quindi rimossa e il gioiello scelto - barretta (barbell) o un anello (captive bead ring) - viene appoggiato alla base dell'ago, dalla parte non appuntita, e quindi viene fatto passare nel foro mentre si estrae l'ago contemporaneamente. Barretta o anello vengono quindi chiusi con l'apposita sfera. La zona viene talvolta ulteriormente disinfettata e coperta con una garza sterile per alcune ore.
Talvolta alcune persone, temendo il dolore provocato dalla pratica, richiedono la possibilità di venire anestetizzate. I piercer, così come i tatuatori, non dispongono dell'abilitazione professionale necessaria per poter eseguire nessun tipo di anestesia, questa può essere fatta solamente da personale medico, anestesisti o medici specialistici, e questo avviene infatti nel qual caso il piercing venga compiuto da personale medico per curare il capezzolo introflesso. In realtà, nonostante il piercing al capezzolo venga ritenuto da alcuni tra i più dolorosi, la foratura vera e propria è spesso meno dolorosa del dolore dato dalla "pinzatura" stessa del capezzolo con il forcipe. Ma ciò varia da persona a persona e dalla sensibilità al dolore individuale o dallo stato d'ansia con cui si affronta l'operazione. Il dolore è comunque generalmente ritenuto tollerabile e paragonato a un "pizzicotto".

### Guarigione e cura
La guarigione di questo tipo di piercing varia in modo molto ampio da persona a persona e può impiegare da pochi mesi a un anno e mezzo di tempo per una completa e definitiva guarigione. Il piercer di Los Angeles Brian Keith Thompson sostiene che la guarigione completa richiede almeno tra i sei e gli otto mesi di tempo, altri si spingono a considerare un lasso di tempo più ampio, compreso tra i 6 e i 12 mesi. In alcuni casi questa può anche non avvenire mai completamente, portando alla necessità di rimuovere il gioiello e abbandonare il piercing. Nel caso di insorgenza di infezioni la durata della guarigione può arrivare a richiedere anche il doppio del tempo, cioè ulteriori 12 mesi.
Durante questo periodo va mantenuta una costante cura del foro, provvedendo a una costante pulizia quotidiana, detergendo il foro e il gioiello almeno due volte al giorno con appositi saponi disinfettanti reperibili in farmacia. Il metodo di pulizia e i prodotti impiegati variano da piercer a piercer, ma è comunque necessario seguire scrupolosamente le indicazioni del professionista contattato per l'operazione. Alcuni consigliano di trattare il foro con una soluzione salina sterile da appoggiare sul piercing per un paio di minuti con una garza sterile, per i primi tre mesi, passando in seguito a un detergente delicato da usare sotto la doccia, lasciando in seguito asciugare il piercing all'aria. Altri consigliano l'uso di saponi disinfettanti reperibili in farmacia fin da subito. Prima di compiere qualsiasi operazione sul piercing è comunque indispensabile lavarsi accuratamente le mani.
In questa fase non va mai sostituito il gioiello anallergico inserito al momento della foratura, la prima volta anzi sarebbe opportuno fosse lo stesso piercer a cambiare barretta o anello. Durante le prime settimane si devono evitare piscine, vasche idromassaggio, bagni al mare o ai laghi, onde evitare di esporre il foro a possibili contaminazioni batteriche, evitando al contempo anche l'esposizione al sole, così da prevenire scottature alla zona forata. Si devono indossare capi di vestiario puliti e non troppo aderenti, dato che i vestiti stretti possono irritare la zona. Per le ragazze è opportuno indossare un reggiseno morbido di cotone per alcune settimane. Durante l'attività fisica proteggere il piercing con una benda protettiva, in modo da evitare irritazioni o infezioni.
Tali cure vanno protratte per almeno un anno dall'esecuzione del foro, nonostante sia già avvenuta la completa guarigione, poiché trascurare una corretta manutenzione del piercing può comportare l'insorgere di ulteriori problemi.

### Piercing multiplo e stretching
Sul capezzolo può essere praticato il piercing multiplo (multiple piercing), nel qual caso il più comune è quello detto "a croce", combinando un piercing orizzontale con un piercing verticale o due piercing diagonali (a "X" o decusse), nei quali vengono inserite due barrette (barbell). In altri casi viene eseguito un secondo piercing parallelamente al primo, dietro di questo, e viene inserito un secondo gioiello. Molto più raramente possono essere presenti fino anche a quattro fori uno dietro l'altro, combinando un doppio piercing a croce con uno a "X". Va comunque sempre tenuto presente che, nel caso del seno femminile, ogni nuovo foro praticato nel capezzolo distrugge alcuni dotti lattiferi e maggiori sono i nuovi piercing o i rifacimenti di vecchi piercing lasciati chiudere, maggiori saranno le probabilità di complicare l'allattamento.
Altra pratica che può essere eseguita è quella della dilatazione del foro o stretching, allargandolo attraverso l'inserimento di gioielli di dimensione via via maggiore o attraverso una spirale di spessore variabile, che porta a un graduale allargamento del foro. In seguito un foro così allargato permette l'inserimento di un plug, di anelli o barrette di grosso spessore o in taluni casi anche di molteplici anelli. I piercing ai capezzoli non sono tuttavia facili da allargare. Il capezzolo può infatti irritarsi se si tenta di allargare il foro troppo rapidamente, non va quindi forzato, altrimenti c'è il rischio di incorrere in un rigetto. La procedura raccomandabile è di non allargare di più di un gauge all'anno. Con il tempo e la pazienza, il piercing potrà essere allargato parecchio.
In entrambi i casi per l'esecuzione di piercing multipli o di stretching è indispensabile attendere la completa e definitiva guarigione del piercing, cioè da un minimo di 9 mesi fino anche a un anno, da quando è stato praticato il foro.

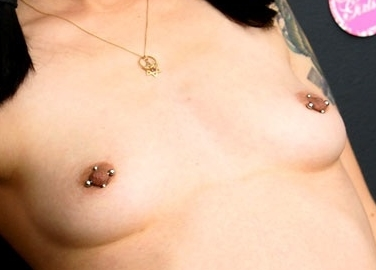
Piercing multiplo "a croce"
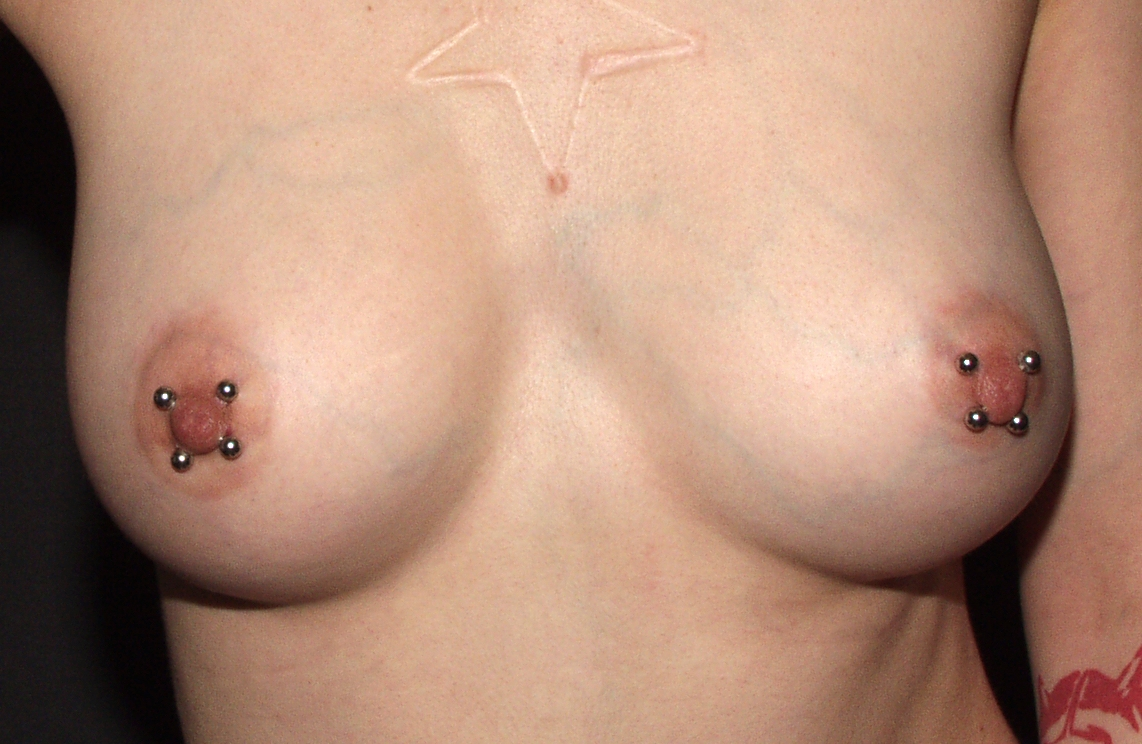
Piercing multiplo a "x"
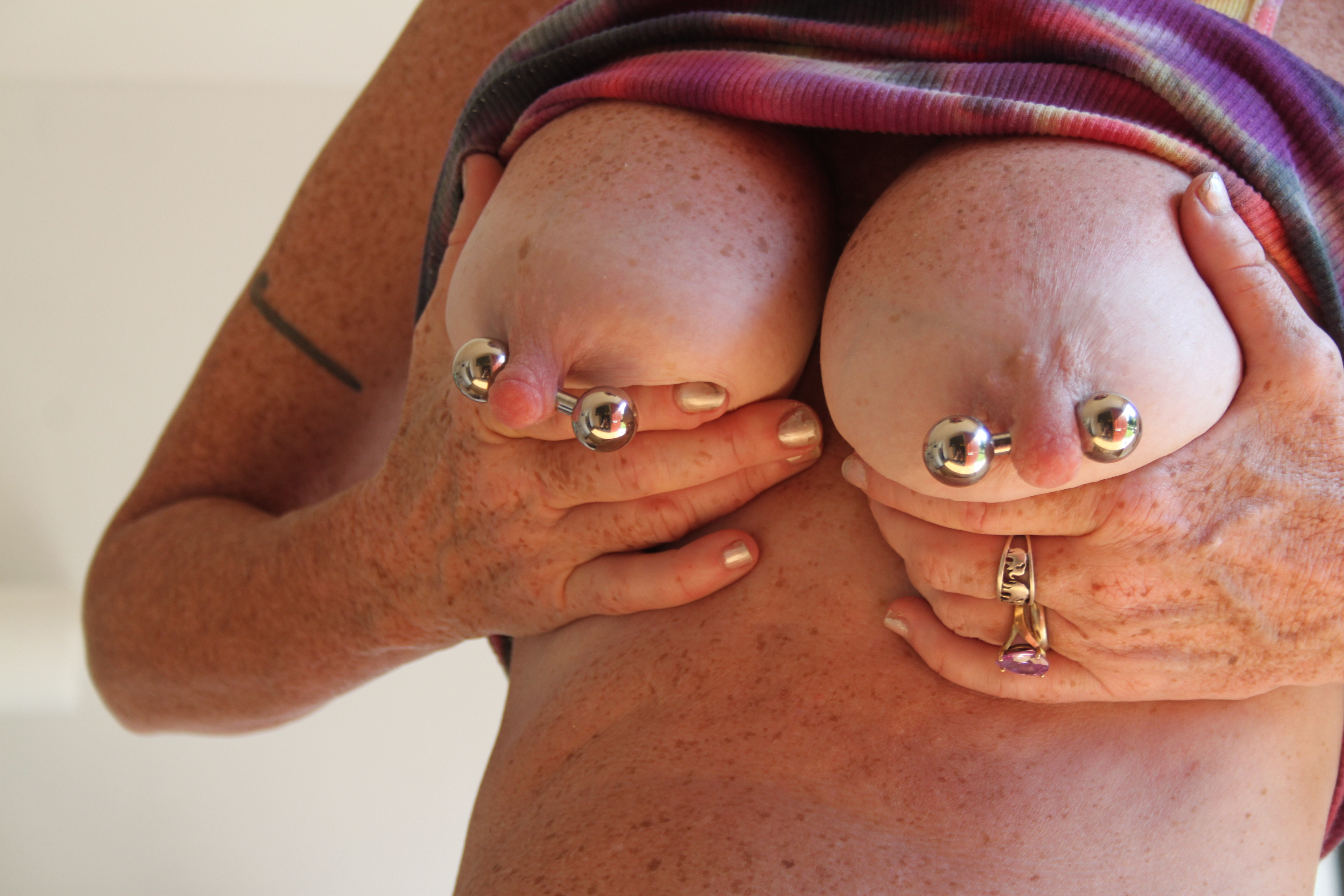
Stretching nipple piercing con barretta da 4G
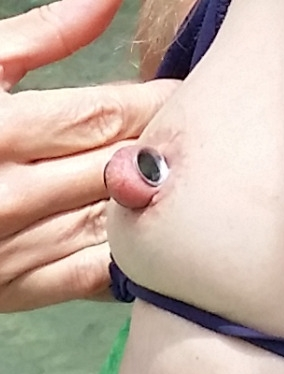
Stretching del nipple piercing con flesh tunnel da 1 cm.

## Implicazioni mediche

### Controindicazioni
Ci sono persone che non possono sottoporsi ai piercing e a quello al capezzoli in particolare, dati i più lunghi tempi di guarigione e quindi la maggiore potenziale esposizione ad agenti patogeni, oltre ovviamente a chi può aver problemi di coagulazione del sangue (come in presenza dell'emofilia o per l'assunzione di farmaci anticoagulanti), nel qual caso si possono manifestare emorragie. Il piercing al capezzolo può perciò risultare rischioso in persone quali: cardiopatici affetti da valvulopatie (vizi delle valvole cardiache), persone con deficit immunitari; persone con patologie croniche, quali ad esempio il diabete (che è considerato sempre ad alto rischio per gli interventi invasivi di questo tipo). È inoltre controindicato durante alcune terapie farmacologiche, come ad esempio con farmaci antiaggreganti (ad esempio Aspirina), corticosteroidi, immunodepressori o anticoagulanti. Sussiste inoltre il rischio che, nel caso insorga un'infezione, questa si diffonda attorno alle protesi mammarie e alla parete toracica in entrambi i sessi, questo tipo di piercing è quindi altamente sconsigliato a chi porti protesi mammarie.
Il piercing al capezzolo va inoltre evitato durante la gravidanza (inoltre il piercing dev'essere perfettamente guarito per poter allattare) e alle persone che manifestano tendenza alle formazione di cheloidi cicatriziali. I piercer stessi si rifiutano di praticare un piercing al capezzolo su una donna in stato di gravidanza, perché è un momento delicato ed eventuali complicazioni possono compromettere la gestazione. La piercer Mita Saldana raccomanda addirittura di farlo almeno un anno prima di rimanere incinta: in questo modo i lunghi tempi di guarigione del piercing, permettono alla donna di arrivare alla lattazione con i capezzoli perfettamente guariti. Altamente sconsigliato è invece praticare un piercing al capezzolo durante l'allattamento, sia per l'alto pericolo di ingresso di agenti patogeni durante l'allattamento, sia perché lo renderebbe praticamente impossibile. Viene inoltre consigliato di attendere almeno 3 o 4 mesi dal termine dell'allattamento prima di praticare un nuovo piercing al capezzolo a causa dei cambiamenti ormonali che intercorrono durante l'allattamento e che possono compromettere il processo di guarigione.

### Piercing al capezzolo e allattamento
Un dubbio comune tra le donne che prendono in considerazione l'idea di farsi fare un piercing al capezzolo, è se questo possa avere conseguenze sull'allattamento.
La questione è dibattuta, poiché se da un lato alcuni sostengono argomenti contrari al piercing al capezzolo e l'allattamento, altri esperti sentenziano che non c'è alcun problema nel forare i capezzoli. Troviamo infatti posizioni opposte fin dalla moda dei bosom rings di fine ottocento anche tra il personale medico: al fianco di chi vi si opponeva, considerandolo controindicato per l'allattamento, vi era chi, al contrario, lo caldeggiava in quanto portava a un maggiore sviluppo, aumentando le dimensioni del capezzolo, cosa che avrebbe invece migliorato la lattazione.
Altri medici interpellati sull'argomento in altri periodi storici di revival del piercing al capezzolo, come durante gli anni settanta o durante gli anni ottanta del XX secolo, si sono anch'essi espressi in modo contraddittorio, affermando ad esempio che il foro nel capezzolo avrebbe distrutto permanentemente i dotti lattofori, impedendo o complicando l'allattamento Di parere opposto la dottoressa Kathleen Kendall-Tackett, che afferma che non c'è evidenza che forare i capezzoli possa causare problemi con l'allattamento: il seno continua a produrre una quantità adeguata di latte e poiché in ogni capezzolo sono presenti tra i quindici e i venti dotti lattiferi, anche se l'ago ne dovesse danneggiare qualcuno, ne rimarrebbero comunque a sufficienza per allattare senza problemi. La chirurgia plastica spesso danneggia i dotti lattiferi all'interno del seno in modo assai maggiore e questo può realmente causare problemi, ma la situazione con il piercing al capezzolo è ben differente. La Lega Internazionale per l'Allattamento Materno (La Leche League International) sostiene che attualmente non sussiste alcuna evidenza scientifica che il piercing al capezzolo possa essere direttamente causa di problematiche nell'allattamento e che può essere eseguito senza problematiche di alcun genere.
Nancy Mohrbacher nel suo The Breastfeeding Answer Book, edito da La Leche League International, sostiene a sua volta che non vi sia alcuna evidenza di problematiche nell'allattamento al seno connesse con il piercing al capezzolo. Così è del parere anche la piercer Mita Saldana di Chicago, tra le cui clienti, molte delle quali sue amiche, non ha rilevato particolari problemi nell'allattamento al seno con un piercing al capezzolo. Anche Dianne Wiessinger, Diana West e Teresa Pitman, autrici della guida The Womanly Art of Breastfeeding, pubblicata da Ballantine Books nel 2010, sostengono che il piercing al capezzolo non rappresenti un problema per l'allattamento e il fatto che la maggior parte dei capezzoli venga forata orizzontalmente li rende ottimali per l'allattamento. I piercing nei capezzoli non causano danni alla lattazione e, anzi, aggiungono ulteriori fori da cui può fuoriuscire il latte. L'unica problematica può essere rappresentata da piercing applicati sull'aoreaola del capezzolo, anziché sul capezzolo stesso, e talvolta alcune cicatrizzazioni dei piercing possono chiudere dei fori lattiferi.
Problematiche possono invece insorgere in caso di procedure non proprio professionali: una lettera pubblicata sul Journal of the American Medical Association, indica che un piercing al capezzolo fatto in modo improprio e la conseguente cicatrizzazione possa bloccare i dotti lattofori. Mentre Elisabeth Speller, una consulente sulla lattazione australiana, ha rilevato che un piercing al capezzolo orizzontale comporta molte meno complicazioni nell'allattamento rispetto a uno verticale. Problemi, aggiunge, possono invece verificarsi nel rifare il piercing più volte, dopo aver rimosso il gioiello per esempio a causa di un rigetto, così come praticare piercing multipli, perché ogni "foratura" distrugge nuovi fori lattofori.
È invece altamente raccomandabile rimuovere il gioiello inserito nel capezzolo, sia esso un anello o una barretta, prima di allattare, perché possono presentarsi dei problemi allattando con questo inserito. La presenza del gioiello può causare scarsità nel flusso del latte, ingerimento di aria, conati di vomito e fuoriuscite di latte dalla bocca del bambino. Ma soprattutto il gioiello può presentare un pericolo di soffocamento per il bambino: la pallina di un bead ring o di un barbell, può staccarsi e finire nella trachea del piccolo. Inoltre i tessuti della bocca del neonato sono molto delicati e il gioiello stesso può ferirli. Gli unici problemi riscontrati nell'allattamento con un piercing al capezzolo, sono tutti infatti collegati alla mancata rimozione del gioiello primo di allattare. Problemi che si risolvono tutti rimuovendo il gioiello. Elisabeth Speller riferisce comunque anche di una nutrice che ha i capezzoli forati e allatta senza rimuovere i gioielli. Viene inoltre generalmente raccomandato di rimuovere i gioielli per tutto il periodo dell'allattamento, anche se questo può compromettere il piercing causando la chiusura del foro, che dovrà così essere rifatto, dato che ciò è più sicuro per il bambino. Vi sono madri che preferiscono rimuovere il gioiello prima di ogni allattamento e reinserirlo successivamente, in tal caso è altamente raccomandato lavare scrupolosamente le mani prima dell'operazione e mantenere sempre ben lavati e puliti sia il gioiello che il foro. Rischi e benefici dell'avere un piercing al capezzolo durante l'allattamento vanno quindi attentamente valutati.
Per chi volesse rimuovere i segni lasciati dalla cicatrizzazione del foro e mantenere la capacità di allattare, qualora questa venisse a compromettersi con la foratura del capezzolo, esistono procedure di "inversione" chirurgica del piercing al capezzolo. La pratica chirurgica consiste nella rimozione della nuova pelle venutasi a creare nel "tunnel" che ospita il gioiello, con un danno minimo ai tessuti circostanti e ai dotti lattofori.

### Cura del capezzolo introflesso

Dispositivo correzione del capezzolo introflesso di Hiko Hyakusoku e Takafumi Chin

Secondo Elayne Angel il piercing al capezzolo può rappresentare una cura definitiva per il capezzolo introflesso. La comunità medica riconosce tre gradi differenti di introflessione del capezzolo, non su tutti è possibile praticare il piercing, ma se il tessuto può essere tirato fuori e pizzicato, allora probabilmente può essere anche praticato un piercing. Una volta inserito, il gioiello impedisce al tessuto di tornare al suo stato naturale, tuttavia questo può "combattere" contro il gioiello e se la pressione è troppo forte, c'è il rischio che il gioiello migri. Il gioiello più adatto da utilizzare è la barretta ed è preferibile scegliere come materiale della plastica flessibile, anziché del metallo, con uno spessore maggiore, come minimo 12g, anziché il più comunemente usato 14g, sempre che il capezzolo sia sufficientemente grande per poterlo accogliere.
Una tecnica di cura del capezzolo introflesso, mesa a punto da Hiko Hyakusoku e Takafumi Chin nel 2006, avviene attraverso un piercing che prevede l'inserimento di un apposito dispositivo, costituito da un ago che entra nel capezzolo ed è ancorato a un anello che mette in tensione il capezzolo. Il dispositivo viene lasciato in sede fino a guarigione completata e quindi rimosso.
Altri medici praticano invece un comune piercing attraverso la perforazione orizzontale del capezzolo con l'inserimento di una baretta (barbell). Anestetizzando la parte da trattare e utilizzando del filo da sutura per estrarre il capezzolo introflesso prima di praticarvi il foro e inserirvi il gioiello. La barretta viene lasciata in sede per tre mesi circa, fino alla guarigione e alla "stiratura" del capezzolo, che in questo modo, una volta rimossa la barretta, rimarrà estroflesso, anche se la rimozione della barretta in tal caso non è indispensabile e alcuni pazienti preferiscono tenerla.

### Possibili complicazioni
Il piercing al capezzolo è tra i più delicati e di lunga guarigione. In particolare, anche una volta guarito, a causa della numerosa presenza di ghiandole sebacee, in taluni soggetti, un'abbondante secrezione può diventare potenziale causa di problemi, poiché seccandosi può ferire la cute interna del piercing provocando infezioni. In tal caso va mantenuta una costante pulizia quotidiana del piercing e in casi estremi può portare alla necessità di rimuovere il gioiello, poiché può essere indice che il capezzolo non tollera il piercing.
Una problematica che può sorgere durante la guarigione è il "rigetto" del piercing, un sintomo tipico di in questo caso si forma una striscia rossa e in al caso il gioiello va rimosso per evitare la formazione di una cicatrice permanente. In ogni caso il piercing può predisporre alla formazione di cheloidi e cisti sottocutanee.
Nella prima fase successiva all'intervento è possibile che insorgano problemi di infiammazioni acute, che si manifestano con dolore, gonfiore, prurito, arrossamento ingrossamento dei linfonodi e comparsa di vescicole. Come tutti gli interventi che espongono i tessuti al potenziale contatto con agenti patogeni, anche nel piercing al capezzolo c'è il rischio di contrarre un'infezione. Ciò in particolare può avvenire per una scorretta disinfezione e sterilizzazione delle mani e dei materiali utilizzati durante il piercing. Ma un'infezione può insorgere comunque anche per trascuratezza durante la guarigione.
Un'infezione di natura batterica può essere provocata anche da batteri normalmente presenti sulla superficie della pelle, che entrando nel foro diventano patogeni e si manifesta così con la comparsa di papule, pustole e talvolta ascessi. L'attrezzatura non opportunamente sterilizzata può inoltre essere veicolo di contagio virale di epatite C e B e di HIV. È stata stimata un'incidenza di infezioni associate al piercing del capezzolo attorno al 10-20%, ma il numero potrebbe essere più alto. Un'infezione può presentarsi entro le prime quattro settimane o fino a dodici mesi dopo. Sussiste inoltre il rischio che l'infezione si diffonda attorno alle protesi mammarie e alla parete toracica in entrambi i sessi, questo tipo di piercing è quindi sconsigliato a chi porti protesi mammarie.
Altra complicazione, legata alla stimolazione del capezzolo dovuta al piercing, può portare alla galattorrea e in seguito all'iperprolattinemia, cosa che comunque può risolversi normalmente con la rimozione dei gioielli.
Altro rischio che può presentare un piercing al capezzolo, così come qualunque altro piercing, è quello di una reazione allergiche a causa del materiale utilizzato, che può provocare papule locali, fotosensibilizzazione, orticaria o dermatite eczematosa.
Possibili complicazioni possono derivare da piercing praticati fuori dallo studio di un piercer professionista e con materiali non sterili o inadatti, che possono essere causa di infezioni e di allergie. Il dottor Ron Taffel nel suo saggio del 2001 The Second Family. How adolescent power is challenging the American family, scritto assieme a Melinda Blau, così come il sito BME - Body Modification Ezine, riportano testimonianze di adolescenti che, a partire dagli 11-12 anni e fino ai diciotto anni, spesso a causa delle restrizioni imposte sull'età minima per essere sottoposti a un piercing presso uno studio professionale, praticano questo e altri tipi di piercing in autonomia, da soli e con materiali inadatti per forare un capezzolo, quali ad esempio aghi da cucito, spille da balia o altri tipi di aghi, e inserendovi poi gioielli di ripiego non sempre biocompatibili, quando non le stesse spille da balia utilizzate per forare i capezzoli, tutti materiali spesso sterilizzati in modo approssimativo. Tale piercing non professionale non è sicuro, anche se in alcuni casi ha successo e il piercing guarisce senza problemi, in altri è invece causa di reazioni allergiche o infezioni, motivo per il quale piercer professionisti e personale medico ne sconsigliano altamente la pratica, invitando a rivolgersi sempre a uno studio professionale.
L'autore di More of the straight dope, per poter rispondere in merito alle domande poste alla rubrica del Chicago Reader da alcune donne che chiedevano dove potersi far forare i capezzoli negli anni ottanta, riferisce di aver contattato più medici che all'epoca (anche data la scarsità di studi professionali che praticassero tale piercing) si espressero contrari alla pratica. In primo luogo perché forare permanentemente un capezzolo avrebbe distrutto alcuni dotti lattiferi, impedendo o complicando l'allattamento (che altri considerano invece non vera, date altre esperienze e testimonianze che sosterrebbero, al contrario, che il piercing al capezzolo non comprometta in alcun modo l'allattamento). In secondo luogo il personale medico affermava che data l'alta presenza di numerosi dotti lattiferi nella mammella femminile, in caso di infezione, la stessa avrebbe potuto propagarsi rapidamente in altre aree della mammella stessa. La cosa è diversa invece per gli uomini, perché in tal caso i dotti lattiferi sono atrofizzati e pertanto tale rischio non si presenta o è di gran lunga minoritario.

## Motivazioni
Le motivazioni che spingono a questa pratica possono essere le più svariate: per stimolazione erotica, sadomasochismo, per motivo ornamentale ed estetico, per appartenenza tribale o a una sottocultura, per seguire una moda o come rito di passaggio.

### Aspetti psicologici
Nel loro Modern Primitives del 1989, Valerie Vale e Andrea Junio riferiscono come il piercing del capezzolo possa una avere anche una valenza "terapeutica" sotto l'aspetto psicologico, venire cioè attuato al fine di superare un trauma: "A volte le donne hanno avuto un'esperienza traumatica e vogliono rivendicare la propria sessualità in un certo senso facendosi un piercing al capezzolo o alle labbra; questo diventa un rituale di rivendicazione che aiuta a cancellare un sacco di merda del loro passato. E da quel momento in poi potranno andare avanti."
Joseph Erobha, che ha dedicato uno studio approfondito all'opera di Ryū Murakami, An Imitation of Life. The Strength and Struggle of Women in Murakami Ryū (2020), dove tratta i romanzi dello scrittore giapponese, compreso Piercing (1994, ma la prima edizione in inglese è del 2007), scava i significati e i simbolismi del piercing al capezzolo della protagonista del racconto, la sensibile prostituta Sanada Chiaki. Chiaki soffre dell'umiliazione che subisce come prostituta da quanto viene lei richiesto dai propri clienti, reclamando il diritto ad avere una propria sessualità e trarne piacere, oltre a trascinarsi le molestie subite dal padre. Il suo primo piercing al capezzolo rappresenta il suo primo gesto di autonomia, qualcosa che ha fatto solo per sé stessa, che le ha procurato dolore, ma un dolore che può controllare e perciò è un dolore che le dona conforto. Il suo piercing, inoltre, spesso disgusta i suoi clienti, ma questo le dona maggiore senso di superiorità, di controllo su di loro. Quando viene assunta da Kawashima Masayumi - un uomo disturbato con il desiderio di uccidere qualcuno con un punteruolo per il ghiaccio, scegliendo in Chiaki la sua vittima - e tenta di sedurlo, venendo da questi respinta, il piercing al capezzolo non le basta più per darle conforto, iniziando ad autoinfliggersi ferite su una gamba. Il piercing di Chiaki è quindi parte di un processo di presa di coscienza, di emancipazione: il gesto di compiere un piercing sul proprio corpo, possibile strumento di conoscenza, può rappresentare un desiderio di fuggire dal corpo stesso. Karen Aubrey osserva infatti come vi sia una connessione tra insoddisfazione corporea e body piercing, poiché quest'ultimo serve a creare una nuova apparenza fisica, cosa che implica in sé un'insoddisfazione della vecchia. Una volta legato Masayumi al divano, così da impossibilitargli di ucciderla, Chiaki pratica un secondo piercing sull'altro capezzolo, convinta, come scrive lo stesso Murakami nel libro, che "se scegli di fare qualcosa di doloroso, e ne accetti il dolore, lasciando qualcosa di bello sul tuo corpo come risultato, allora diventi più forte". Chaiki, quindi, diviene più forte trasformando il dolore in bellezza e il suo "marchio" le ricorda quello che ha vissuto e quello che ha accettato, il piercing al capezzolo rappresenta per lei quindi un oggetto di autonomia personale e, aggiungendone un secondo dopo la sua prova, lei diviene un individuo più forte.
Nel film tratto dal romanzo di Ryū Murakami, Piercing del 2018 diretto da Nicolas Pesce, la pratica conclusiva da parte della protagonista Jackie (Mia Wasikowska) di praticarsi da sola un piercing, forandosi il capezzolo sinistro con un ago e inserendovi poi una barbell, così da avere un ricordo di Reed (Christopher Abbott) che intende uccidere, ne suggerisce una motivazione di legame affettivo, di "marchio" atto a segnare in modo fisico e permanente un legame con un'altra persona e l'esperienza che ha vissuto con lui. "Cosa fai? Che stai facendo?", chiede Reed a Jackie mentre lei si denuda il seno davanti allo specchio, "Voglio qualcosa che mi ricordi di te", risponde lei prima di iniziare a bucarsi il capezzolo. La scena finale in cui la protagonista si fora il capezzolo sinistro, a quanto sembra non sarebbe stata simulata, ma eseguita realmente tramite la perforazione di un capezzolo con un ago, seppure eseguita da una controfigura dell'attrice.
Nel suo primo libro dal carattere biografico Her. A memoir, la scrittrice Christa Parravani narra della morte della propria sorella Cara, raccontandone la breve vita e il trauma di uno stupro che l'ha portata a compiere vari autolesionismi e a sprofondare nella tossicodipendenza. La scrittrice racconta poi come i suoi momenti oscuri la portavano a forarsi i capezzoli, indossandovi delle barrette che terminavano con delle punte, che portava sotto una maglietta senza reggiseno, rendendoli così chiaramente visibili. Indossava questi piercing fintanto che perdurava la sua depressione, togliendoli non appena si sentiva meglio e lasciando guarire i fori che così si richiudevano. Quando precipitava nuovamente in uno di questi suoi stati, si forava nuovamente i capezzoli, penetrando nelle cicatrici dei precedenti fori, così da riaprirli e reinserirvi nuovamente la barretta, riferendo poi come questo sia accaduto almeno cinque o sei volte nel corso del resto della sua vita, sottolineando così l'aspetto psicologico di questa pratica, fortemente legato al suo stato emotivo.

### Celebrazione
Federica Pellegrini, nel suo Mamma, posso farmi il piercing? del 2007, testimonia come il suo piercing al capezzolo sinistro sia stato voluto per festeggiare il suo primato mondiale: "Ma si può battere un primato mondiale e non trovare il modo per ringraziare il proprio fisico? Ovviamente no. E Federica, per festeggiare a suo modo lo storico record, decide di farsi il piercing. [...] Dopo il record del mondo è stata la prima cosa che ho chiesto a mia madre, quasi in lacrime. 'Mamma, posso farmi il piercing?' Lo sapevo che era inutile chiederlo. A diciotto anni non serve più l’autorizzazione dei genitori. Però è lei che mi ha creato. E credo sia un segno di rispetto condividere con lei queste scelte."
Raven Kaldera e Tannin Schwartzstein, autori del libro Handfasting and Wedding Rituals. Welcoming Hera's Blessing, una ricerca sui rituali di matrimonio nelle varie epoche e società, testimoniano di una coppia di loro conoscenza dedita al piercing, che ha scelto una particolare forma di rituale per celebrare il loro matrimonio: entrambi si erano fatti forare i capezzoli con un anello da piercing dalla circonferenza uguale a quella dell'anulare del partner, indossandolo per diversi mesi, fino al giorno del matrimonio, quando si sono tolti i rispettivi anelli e li hanno scambiati per indossarli all'anulare.

### Erotismo

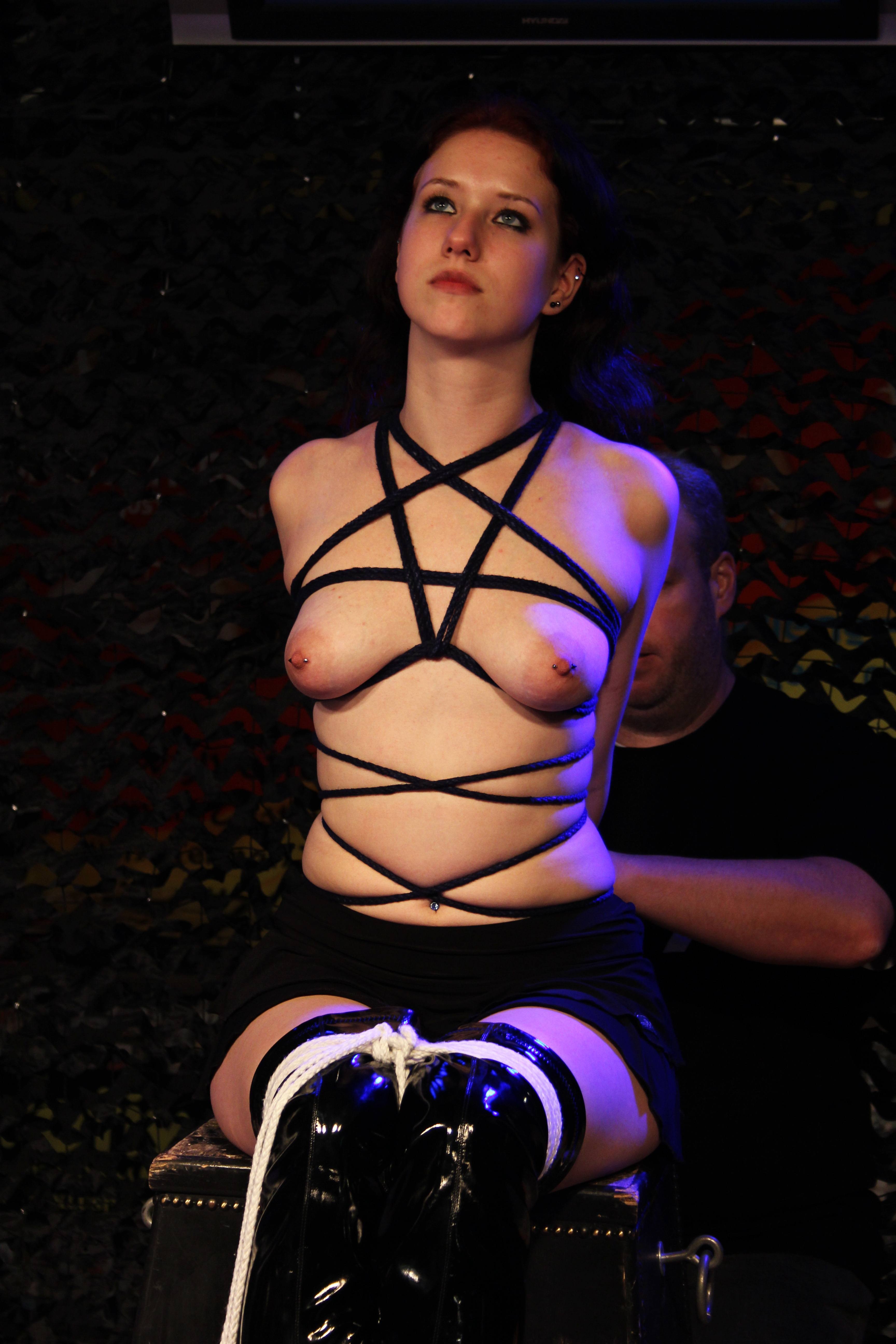
Piercing del capezzolo all'interno di una pratica di bondage al festival Eros & Amore di Monaco del 2013

Per quanto concerne l'aspetto erotico, viene riportato che l'eccitazione sessuale creata dalla stimolazione dei capezzoli e dell'areola, venga aumentata dal piercing al capezzolo. Molte donne hanno notato un aumento di sensibilità ed eccitazione sessuale in seguito alla perforazione dei loro capezzoli e il movimento stesso degli anelli provoca una sensazione di piacevole stimolazione, cosa questa che è stata osservata fin dalla moda dei bosom rings di fine Ottocento. Come risultato dell'ondata di informazione sull'accrescimento dell'aspetto sessuale nel piercing al capezzolo, è stato riscontrato un aumento da parte di entrambi i sessi nella richiesta di questa pratica. Il piercing dei capezzoli, così come dell'area genitale, può rappresentare anche un gioco erotico, non necessariamente di connotazione sadomasochista, come testimonia la lettera apparsa nel citato numero di Sexology del 1974, in cui la presenza di gioielli permanenti su genitali o capezzoli della propria o del proprio partner, può stimolare l'eccitazione sessuale.
Il piercing al capezzolo è, assieme ai piercing genitali, un piercing dotato di una forte connotazione sadomasochista, legato a pratiche di sottomissione da parte di una persona slave rispetto al proprio master/mistress o, in alternativa, di carattere automasochista. Valerie Steele nel suo saggio Fashion and eroticism. Ideals of feminine beauty from the Victorian era to the Jazz Age, conferma come la pratica della foratura dei capezzoli sia fortemente connessa a pratiche sadomasochiste e associata ad altre pratiche quali la fustigazione e l'uso di abbigliamento feticista, portando come esempi testimonianze di tale uso durante la moda vittoriana dei bosom rings e come tale pratica fosse ugualmente applicata sia dalle donne che dagli uomini con propositi masochisti. Anche Nancy Friday, nel suo studio sulle fantasie erotiche femminili, rileva come la fantasia della foratura dei capezzoli, spesso connessa a una complessa pratica iniziatica, permanente o solamente come tortura/gioco di play piercing, abbia un forte carattere masochista/automasochista. Tale ruolo di simbolo di sottomissione è rimarcato talvolta nella letteratura come nella cinematografia, come nel citato esempio del film giapponese Chikubi ni piasu o shita onna.
Il dottor S.G. Tuffill, nel suo Sexual Stimulation. Games Lovers Play del 1973, riporta numerose testimonianze di pratiche erotiche consensuali tra vari partner, alcune delle quali prevedono anche la perforazione dei capezzoli e dei genitali, facendo notare come vi siano sostanzialmente due gruppi di donne che praticano questo tipo di piercing: quelle che lo fanno per compiacere i loro mariti o fidanzati, ma non ne traggono sostanzialmente un piacere personale, e quelle che lo fanno per avere una maggiore stimolazione della zona erogena interessata. Tra queste vi è quella di una donna coinvolta in una relazione BDSM con il marito, il quale le fa forare orecchie, naso e capezzoli dal medico di famiglia inserendovi degli anelli d'oro, che in seguito salda in modo che non possano essere più rimossi. La donna descrive inoltre i giochi erotici nei quali è coinvolta, che comprendono, tra le altre cose, anche quella di venire bloccata a due anelli fissati sul muro con due lucchetti chiusi sui suoi anelli ai capezzoli. Un'altra testimonianza è quella di un ragazzo con i piercing ai capezzoli che racconta che ora anche la propria ragazza si è forata i capezzoli indossando degli anelli, che ora, in un gioco erotico, uniscono assieme con delle corte catene, così da non potersi muovere. Un'altra testimonianza proviene da un uomo che ha forato i lobi delle orecchie e i capezzoli della moglie. L'operazione, effettuata la prima volta con un ago da rammendo, non è andata a buon fine, ma la coppia ha in seguito ripetuto l'operazione con aghi appositi ordinati in Australia. In seguito ha forato anche le labbra genitali della moglie e il proprio prepuzio, praticando un gioco di castità in cui utilizzavano dei lucchetti per chiudere labbra e prepuzio. In un'altra coppia il marito ha forato i capezzoli della moglie, eccitata all'idea dopo aver visto la foto di una ragazza tatuata con i piercing ai capezzoli, con una pistola per forare le orecchie, dopo aver fallito tentando anch'egli con un ago da rammendo e dovendo così rimuovere gli anelli. Dopo aver forato i capezzoli con la pistola, lei stessa ha rimosso gli aghi e sostituiti con anelli a scatto.

### Marchio di emarginazione sociale
Clinton R. Sanders, nel capitolo dedicato a tatuaggio e piercing, all'interno del quarto volume della Encyclopedia of Criminology and Deviant Behavior, dedicato a ai "comportamenti auto-distruttivi e all'identità svalutata" (Self Destructive Behaviour and Disvalued Identity), fa riferimento al tatuaggio e al piercing come a passati simboli di criminalità e devianza, simboli dei carcerati o dei delinquenti abituali, di prostituite, di membri di gang o propri dell'ambiente gay o lesbico o di quello BDSM, in tutti i casi simbolo del loro allontanamento dalla convenzioni sociali. E così anche Steven Zeeland nel suo Sailors and sexual identity. Crossing the line between "straight" and "gay" in the U.S. Navy del 1995, con particolare riferimento proprio al piercing del capezzolo. Tali connotazioni come "marchio" di emarginazione sociale è in seguito passato, grazie alle sottoculture degli anni settanta e ottanta, quale soprattutto il punk, a simboli di appartenenza a tali sottoculture, che li hanno poi fatti migrare, a partire dagli anni ottanta, al mainstream. In tale contesto, queste pratiche vengono giustificate da chi vi si sottopone con motivazioni accettabili e positive, che possono andare dalla ricerca spirituale, alla ricerca della propria identità, al migliorare la propria sessualità. Vi è chi le considera una forma d'arte e chi un mezzo per elaborare determinati traumi emotivi, utilizzate quindi in un personale percorso psicologico. Grazie alla loro ampia diffusione ed esposizione mediatica, tatuaggio e piercing, oggigiorno hanno perso ogni loro connotato di marchio di emarginazione, così come di simbolo di appartenenza a una qualsiasi controcultura, divenendo una mera dichiarazione di appartenere alla moda contemporanea.

### Moda
Nel corso del secondo decennio del XXI secolo, infatti, il piercing al capezzolo è divenuto, assieme e più di altre forme di piercing, una moda molto popolare soprattutto tra le ragazze, in seguito alla diffusione di celebrità femminili che lo esibiscono o confessano di averlo. Superata ormai da lustri la sua natura anticonformista, che poteva avere tra gli anni settanta e novanta del XX secolo, c'è chi sostiene che il piercing al capezzolo sia divenuto ora un nuovo "accessorio" di tendenza. Brian Keith Thompson, piercer di Los Angeles proprietario del Body Electric Tattoo e in voga tra le celebrità, sostiene che il piercing al capezzolo sia oggi ricercato perché personale e distintivo e che lo si possa condividere solamente con chi si desidera, nascondendolo facilmente e rappresentando comunque sempre un gesto di ribellione oltre ad avere forti connessioni con l'erotismo. Lo stesso Thompson riferisce come nella West Coast il piercing al capezzolo sia il piercing più diffuso, surclassando persino il piercing del setto nasale.

### Ornamento
Come riferito dal medico Harold Greenwald, le donne su cui ha praticato il piercing al capezzolo tra la fine degli anni sessanta e i primi anni settanta del XX secolo, amavano avere i capezzoli forati per sentirsi "differenti", con l'effetto collaterale di favorire anche la sensazione di essere più sexy.
La donna che ha testimoniato su BME - Body Modification Ezine di essersi sottoposta alla perforazione dei capezzoli nel 1974 in modo del tutto amatoriale e autodidattico, sostiene di averlo fatto per puro scopo ornamentale, dopo aver ripetutamente forato i lobi delle orecchie e la narice, e osservando il proprio seno nudo aver semplicemente pensato: "se si può forare un orecchio o una narice, perché non forare un capezzolo?".
Un numero della rivista scientifica British Medical Journal del 1981 regista come al tempo, nel campo dello striptease e del burlesque, dove era da tempo in uso l'applicazione di tassel sui seni per coprire i capezzoli, un certo numero di spogliarelliste usasse farsi forare i capezzoli così da applicare un anello a cui assicurare in modo più fermo i tassel o altri decori, cosicché questi non potessero staccarsi durante l'esibizione.

### Rito di passaggio
Presso le popolazioni mesoamericane la foratura dei capezzoli, per i maschi, assumeva il simbolo di un rito di passaggio dalla pubertà all'età adulta.
Presso le adolescenti, la pratica del piercing del capezzolo (assieme ad altri piercing e al tatuaggio) assume talvolta il significato di una sorta di simbolico rito di passaggio, una sorta di "iniziazione" che le porta a separarsi dall'infanzia e dal rapporto che avevano prima dell'adolescenza con i genitori, in particolare con le madri. Natalia Serber, per esempio, nel suo romanzo autobiografico del 2015 Community Chest. A novel-length memoir, in cui racconta la sua esperienza con il cancro al seno, parla di come sia rimasta scioccata dal fatto che la figlia adolescente si sia forata i capezzoli a sua insaputa e come percepisca la cosa come "una mutilazione", come "un atto di violenza contro il suo seno", sentendolo come un qualcosa che le separava: "il suo piercing è diventato una linea di demarcazione tra noi due".
Anche Marilyn Yalom, nel suo A history of the breast del 1998, riferisce di donne che considerano il loro piercing al capezzolo come un rito di passaggio, una sorta di "marchio di transizione" nelle loro vite, o come di un qualcosa in grado di creare una "nuova identità sessuale" o di rendere i loro seni "maggiormente eccitanti" o, ancora, semplicemente per distinguersi dalle persone comuni. La Yalom suggerisce inoltre l'idea che il piercing al capezzolo in una donna possa rappresentare un "segnale di disponibilità" sessuale nei confronti del sesso opposto, che voglia indicare che la donna non sta allattando, non sta allevando un bambino, ed è quindi libera da vincoli materni e disponibile all'accoppiamento.
A ulteriore testimonianza di come il piercing del capezzolo sia percepito come rito di passaggio presso le adolescenti, vi è anche una testimonianza giunta al sito BME nel luglio del 2000, portata da una ragazza italiana lesbica, che racconta di essersi sottoposta alla perforazione dei capezzoli in modo amatoriale grazie all'aiuto della propria compagna. Quest'ultima le aveva mostrato i propri piercing ai capezzoli sostenendo che nella città tra le Alpi da dove proveniva, tra le proprie amiche, vi era la "tradizione" di praticare un piercing ai capezzoli o ai genitali al compimento del diciottesimo anno di età, ciò doveva avvenire provando del dolore e serviva a segnare il passaggio all'età adulta. La ragazza che riporta la testimonianza, afferma di aver avuto allora 17 anni e che al compimento dei 18 la sua compagna l'ha portata in un bosco e le forato i capezzoli amatorialmente, utilizzando degli aghi sterilizzati arroventandoli.

## Percezione
La percezione del piercing al capezzolo presso la popolazione è comunque molto differente e talvolta contrastante. Marilyn Yalom ricorda che molti osservatori, molte "persone comuni", estranee alle pratica del piercing, del tatuaggio o delle modificazioni del corpo in generale, non vedono il piercing al capezzolo come un qualcosa di eroticamente stimolante o un segnale di individualità, bensì, al pari di come veniva visto il corsetto vittoriano, semplicemente come una "mutilazione" fisica. Ma è un concetto strettamente legato alla cultura in cui si vive e al giorno d'oggi pratiche come i piercing ai lobi, alle narici o anche ai capezzoli, stanno diventando meno "barbariche" di come apparivano un tempo agli occhi della cultura occidentale. Anche Carmel Wynne, nel suo Sex and Young People. The knowledge to guide the teenager in your life del 2001, sottolinea infatti come "una donna con i piercing ai capezzoli può rappresentare una delizia erotica per un adolescente, mentre un uomo leggermente più grande potrebbe provare repulsione per quella che potrebbe vedere come una mutilazione del corpo".
Tanto S.G. Tuffill, nel suo saggio Sexual Stimulation in Marriage del 1971,, quanto Harold Greenwald, nel suo libro The Sex-Life Letters del 1973,, testimoniano come il piercing al capezzolo femminile, nelle coppie etero, sia visivamente fortemente stimolante per gli uomini e che questa pratica, già all'inizio degli anni settanta, fosse meno rara di quanto si creda. In molte delle coppie documentate da Tuffil, infatti, è spesso il fidanzato o il marito a chiedere alla compagna di farsi forare i capezzoli, quando non praticando egli in prima persona l'operazione, trovando nelle mogli o fidanzate consenso entusiasta, con il risultato che le stesse trovano molto stimolante indossare degli anelli nei capezzoli forati. Così Greenwald sostiene come, in base alla propria esperienza personale di medico, molti uomini apprezzino vedere le mogli con gli anelli al seno e molte donne amino avere i capezzoli forati per sentirsi "differenti", non solamente per sentirsi più sexy, tuttavia la pratica contribuiva sicuramente anche a favorire questa sensazione.
Nancy Friday nei suoi saggi ne testimonia invece la forte valenza di stimolazione erotica nel sesso femminile a livello di fantasia masturbatoria, tanto del piercing ai capezzoli, quanto del needle play, in quest'ultimo caso riscontrando anche il passaggio dalla fantasia alla messa in pratica della fantasia stessa.

## Studi e statistiche
Nel 1993 il professore di sessuologia Charles Moser, assistito dai colleghi Joann Lee e Poul Christensen, ha condotto uno studio sulle motivazioni che portano a farsi fare un piercing al capezzolo, pubblicandole, con il titolo di Nipple Piercing. An Exploratory-Descriptive Study, sulla rivista Journal of Psychology & Human Sequality vol. 6 (2) del 1993. La ricerca è stata svolta tra il 1986 e il 1987 su un campione di 362 individui, composto da 292 uomini compresi tra i 24 e i 76 anni e 70 donne comprese tra i 22 e i 60 anni, che hanno risposto a un questionario sulle ragioni per cui si sono sottoposti al piercing al capezzolo e sui risultati della pratica. Mentre 3/4 del campione ha risposto di avere interessi nel sadomasochismo, meno della metà ha ammesso che la perforazione dei capezzoli fosse parte del loro ruolo in giochi sadomasochisti. Tuttavia ciò si deve in larga parte anche all'origine del campione, che è stato scelto rivolgendosi principalmente ad associazioni BDSM, gay ed etero, e alla rivista PFIQ, rivolta a un pubblico di appassionati di piercing e modificazioni corporee. Il 94% degli uomini e l'87% delle donne ha affermato che lo avrebbe rifatto, inoltre la maggioranza degli intervistati aveva anche altre forme di piercing, con la sola eccezione di due donne, che hanno dichiarato che il loro unico piercing era quello ai capezzoli. Lo studio ha rivelato inoltre che il 18% degli uomini ha avuto il piercing da parte di un amico/a, amante o un partner nei giochi S/M; mentre il 41% lo ha praticato da sé, contro il solo 6% delle donne che hanno affermato di essersi forate i capezzoli da sole. Lo studio rivela inoltre che il 62% degli uomini e il 39% delle donne hanno provato una maggiore stimolazione erotica dopo aver avuto i capezzoli forati.
Secondo una ricerca svolta da Bernice Kanner, basata su un largo campione di intervistati tramite agenzie statunitensi ed europee, oltre ad altri canali, e pubblicata nel suo libro Are you normal about sex, love, and relationships? del 2004, il 43% delle persone è affascinato dal piercing all'ombelico del partner, contro il 38% che trova eccitante il piercing al capezzolo, mentre solo il 21% considera sensuale un piercing alle labbra vaginali.
Uno studio statunitense del 2005, svolto dalla Carlow University di Pittsburgh, in Pennsylvania, per opera di Carol Caliendo, Myrna L. Armstrong e Alden E. Roberts, su un campione di persone con piercing intimi, di cui 63 donne e 83 uomini, provenienti da 29 stati degli USA, riporta che: il 43% indossa un piercing al capezzolo, il 25% piercing genitali e il 32% entrambi i tipi. Il campione, formato da individui giovani, istruiti, meno propensi a sposarsi e più spesso omosessuali o bisessuali, hanno mediamente fatto il loro primo piercing a 27 anni (capezzolo) e 28 (genitale). Lo scopo che li ha spinti a farsi praticare un piercing intimo comprende l'unicità, l'espressione di sé e l'espressione sessuale. Alla maggior parte dei partecipanti piaceva ancora il loro piercing al momento del test (73-90%). Sono stati descritti problemi di guarigione nel 66% dei casi del piercing al capezzolo e nel 52% in quelli genitali, comprendenti sensibilità della zona, irritazione cutanea, infezione, cambiamento del flusso urinario nel caso di piercing genitale maschile. Per tali problemi generalmente i partecipanti al sondaggio si sono rivolti al piercer, più che non a un medico. Sono state inoltre segnalate poche malattie sessualmente trasmissibili (3%) e nessun contagio da HIV o epatite.
Una statistica del 2017 rileva come nel 2017 l'83% degli statunitensi abbia un piercing al lobo, mentre il 14% degli statunitensi abbia un piercing diverso da quello al lobo, di questi il 72% è costituito da donne. Tra queste, solo il 9% indossa un piercing al capezzolo, risultando al quinto posto rispetto ad altri piercing. Lo stesso piercing risulta invece il più popolare tra gli uomini, di cui il 18% del campione dichiara di indossarne uno.

## Altre modifiche dei capezzoli
Come detto, Desmond Morris sottolinea come le modifiche corporee ai capezzoli e al seno non trovano grande pratica e diffusione all'interno delle società tribali a causa del fatto che possono compromettere la funzione primaria della mammella che è quella di allattare la prole. Esistono tuttavia altre modificazioni dei capezzoli attuate proprio con lo scopo di agevolare la lattazione del neonato o di abbellire il seno senza tuttavia intervenire con modifiche invasive e chirurgiche.
Bernhard Bauer nel suo Woman and Love, citato da Rustam J. Mehta nel suo Scientific Curiosities Of Sex Life del 1912, riferisce di una pratica di modellazione dei capezzoli in uso presso alcune popolazioni dell'Afghanistan con lo scopo di favorire l'allattamento: le madri iniziavano a massaggiare i seni delle figlie fin da prima che il seno sia sviluppato con una mistura di oli ed erbe, tirandone in fuori i capezzoli. Questa pratica veniva ripetuta quotidianamente, cosicché a maturità raggiunta, i capezzoli risultassero più sviluppati, lunghi il doppio del normale e più sottili, oltre che costantemente eretti. Questo veniva considerato un dovere da parte delle madri e non mettere in atto questa pratica le avrebbe fatte additare dalla comunità come madri innaturali.
Una simile pratica sarebbe in uso anche presso le popolazioni tribali del Sudafrica, massaggiando i seni delle ragazzine con una pasta composta da grasso e la polvere di alcune radici, così da allungare seni e capezzoli, anche in questo caso con lo scopo di favorire l'allattamento.
Mehta, rifacendosi ai citati Bloch e Neuman, riferisce inoltre che le donne abissine si sarebbero fatte pungere i capezzoli o i seni dalle api, così da poterne aumentarne la dimensione.
Desmond Morris e Victoria Sherrow fanno notare come in alcune culture e in varie epoca sia stato di moda tingere i capezzoli con vari tipi di sostanze, nel qual caso il seno venisse esposto. Come si è detto presso le aristocratiche dell'antico Egitto era in voga, nei periodi storici in cui si usava esporre il seno, tingere i capezzoli con una tintura dorata, così come presso le donne romane in età imperiale era in uso tingere i capezzoli di rossetto.

## Citazioni nella cultura di massa
Il piercing al capezzolo è entrato nella cultura popolare e così nei media. Molti sono film, serie televisive, romanzi o altri media in cui la pratica viene illustrata o utilizzata come elemento all'interno dell'opera, tuttavia per alcune di queste la pratica è al centro o motore stesso della trama.

### Cinema
- Il film giapponese del 1983 di genere pinku eiga, Chikubi ni piasu o shita onna (in giapponese La donna con i capezzoli forati), conosciuto internazionalmente anche il titolo Woman with Pierced Nipples (idem), diretto da Shôgorô Nishimura, è incentrato sul tema del piercing ai capezzoli: la protagonista, interpretata dall'attrice Jun Izumi, si sottopone al piercing dei capezzoli come rituale di sottomissione sadomasochista.
- Il regista statunitense Richard Kern dedica alla pratica del piercing al capezzolo il cortometraggio Pierce del 1990: il filmato documenta il procedimento del piercing al capezzolo della protagonista, Audrey Rose.
- Il film statunitense Piercing del 2018 diretto da Nicolas Pesce, ha come atto conclusivo da parte della protagonista Jackie (Mia Wasikowska) di praticarsi da sola un piercing, forandosi il capezzolo sinistro con un ago e inserendovi poi una barbell, così da avere un ricordo di Reed (Christopher Abbott) che intende uccidere.[233][234][235]

### Letteratura
- Nel racconto di Jonathan Gash The Sleepers of Erin. A Lovejoy Novel of Suspense del 1983 si fa riferimento alla moda vittoriana dei bosom rings, in una scena in cui una delle protagoniste mostra un cofanetto contenente due vecchi "orecchini" che si rivelano essere, invece, gioielli ottocenteschi destinati a essere indossati nei capezzoli.[236]
- Nel romanzo di Terry Valentine Outlaw's Kiss del 1991, ambientato alla fine dell'800 negli Stati Uniti e avente per protagoniste delle giovani orfane, si fa esplicito riferimento alla moda vittoriana dei bosom rings: ne discutono tra loro due protagoniste, spettegolando su una terza ragazza che li porta e li ha mostrati a una delle due. La cosa incuriosisce le due ragazze e una si dice interessata a compiere l'operazione, ma che, purtroppo, non è stata in grado di trovare un gioielliere disposto a praticarla.[237]
- La storia della gran scollatura in età barocca, è alla base del romanzo del 1992 L'amuleto d'ambra (Dragonfly in Amber), della scrittrice statunitense Diana Gabaldon, che fa indossare a Madame Nesle de la Tourelle, amante di Luigi XV di Francia, dei gioielli a forma di cigno nei suoi capezzoli forati verticalmente.[238][239] La scena è stata ripresa anche nella serie televisiva Outlander, tratta dalla serie di romanzi omonimi di cui fa parte anche L'amuleto d'ambra e in cui Madame Nesle de la Tourelle è interpretata dall'attrice Kimberly Smart.[238][239]
- Nel romanzo del 1994 Piercing dell'autore giapponese Ryū Murakami la coprotagonista Sanada Chiaki all'inizio della storia ha un piercing al capezzolo destro, e alla fine se ne pratica uno anche a quello sinistro in memoria dell'esperienza avuta col suo potenziale assassino. Il romanzo ha ispirato il film del 2018 con lo stesso titolo.
- L'intero romanzo di Harold Robbins, Never Enough del 2001 ruota attorno ai piercing ai capezzoli. Emily, la protagonista, moglie di un avvocato newyorkese, si fa forare i capezzoli e le piccole labbra, dopo aver visto la sua amica Alexandra fare altrettanto. Anni dopo la figlia Jenna, appena entrata nell'adolescenza, prova un'estrema attrazione per i piercing ai capezzoli della madre, chiedendole quanto prima di poter avere anche i propri capezzoli forati indossandovi degli anelli di platino come quelli della madre e di Alexandra. La madre è favorevole, ma il padre è reticente, ciononostante, compiuti i sedici anni, Jenna ottiene finalmente di avere i capezzoli forati.[240]

### Televisione
- Nella serie televisiva animata statunitense Drawn Together (2004-2007), il personaggio di Xandir P. Wifflebottom, indossa piercing ai capezzoli. Inoltre l'intero decimo episodio della terza stagione, Il capezzolo radiotemporale di Hero (Nipple Ring Ring Goes to Foster Care) è dedicato a questa pratica.

### Libri

#### Saggistica
- (EN) Cecil Adams, More of the straight dope, New York, Ballantine Books, 1988.
- (EN) Elayne Angel, The Piercing Bible. The Definitive Guide to Safe Body Piercing, The Crossing Press, 2009, ISBN 1-58091-193-5.
- (EN) Maggie Angeloglou, A History of Make-Up, Londra, The MacMillan Company, 1970, ISBN non esistente.
- (EN) Barbara Bartels, Tremendous Texas, Premium Pr Amer, 2002, ISBN 1887654526.
- (DE) Iwan Bloch, Beiträge zur Aetiologie der Psychopathia sexualis, Dresda, Dohrn, 1903, ISBN non esistente.
- (EN) Iwan Bloch, Sexual Life in England. Past and Present, Londra, Francis Aldor, 1938, ISBN non esistente.
- (EN) Iwan Bloch, The Sexual Extremities of the World, New York, Book Awards, 1964, ISBN non esistente.
- Bodhipat A-rà, Manuale per fare di voi ciò che volete. Dal piercing alla scarificazione, Malatempora, 1999, ISBN 88-8210-025-1.
- (EN) Gary Burns, A Companion to Popular Culture, John Wiley & Sons, 2016, ISBN 1405192054.
- (EN) Alvar Núñez Cabeza de Vaca, The Account. Alvar Núñez Cabeza de Vaca's Relación, traduzione di Martin A. Favata e José B. Fernández, Houston, TX, Arte Público Press, 1993, ISBN 1-55885-060-0.
- Rufus C. Camphausen, La tribù del tatuaggio. Piercing, tatuaggi e altri riti di decorazione del corpo, Lyra Libri, 1999, ISBN 88-7733-230-1.
- Simona Carlucci e Giorgio Urisini Uršič (a cura di), L'asino e la zebra. Origini e tendenze del tatuaggio contemporaneo, De Luca Editore, 1985.
- (EN) Lucien Carr, Dress and Ornaments of certain Indians, in American Antiquarian Society Proceedings, vol. 11, Worchester, Massachusetts, The Society, aprile 1896-aprile 1897, ISBN non esistente.
- (EN) Pauline Clarke, The Eye of the Needle, Pauline Clarke, 1994, ISBN 0-9521175-0-9.
- (EN) Margo Demello, Encyclopedia of Body Adornment, ABC-CLIO, 2007, ISBN 0313336954.
- (EN) Hans Peter Duerr, Dreamtime. Concerning the Boundary Between Wilderness and Civilization, Blackwell Pub, 1987.
- (EN) Havelock Ellis, Studies in the Psyhology of Sex, vol. 2, 1920.
- (EN) Bruce Felton e Mark Fowler, Felton & Fowler's More best, worst, and most unusual, Information House Books, 1976.
- (EN) Nancy Friday, My Secret Garden. Women Sexual Fantasies, Simon & Schuster, 1973.
- (EN) Nancy Friday, Forbidden Flowers. More Women’s Sexual Fantasies, Simon & Schuster, 1975.
- (DE) Eduard Fuchs, Die Frau in der Karikatur, Monaco di Baviera, 1928.
- (EN) Craig Glenday, Guinness World Records 2010, Guinnes World Records Limited, 2009, ISBN 978-1-904994-50-3.
- (EN) Craig Glenday, Guinness World Records 2015, Guinnes World Records Limited, 2014, ISBN 978-1-908843-62-3.
- (EN) Gerald Greene e Caroline Greene, S-M. The latest taboo. A study of sadomasochism, New York, Groove Press, 1974, ISBN 0-394-17832-7.
- (EN) Harold Greenwald e Ruth Greenwald, The Sex-Life Letters. Fasicnating correspondence from todays men and women about the variety of their sexual attitudes and experiences, New York, Bantam Books, 1973, ISBN non esistente.
- Edgar Gregersen, ReSearch. Pratiche sessuali. L'amore nel mondo. Tradizioni, riti e costumi. Repressione e libertà della vita sessuale, Lyra Libri, 1987, ISBN 88-7733-120-8.
- (EN) Christopher Howard, Physic And Fancy, Londra, Hutchinson & Co., 1937.
- (EN) Bernhardt J. Hurwood, The Golden Age of Erotica, Sherbourne Press, 1965.
- (EN) Raven Kaldera e Tannin Schwartzstein, Handfasting and Wedding Rituals. Welcoming Hera's Blessing, Wudbury, Minnesota, Llewellyn Publications, 2003, ISBN 978-0-7387-0470-8.
- (EN) Bernice Kanner, Are you normal about sex, love, and relationships?, New York, St. Martin's Griffin, 2004, ISBN 0312311079.
- (EN) Stephen Kern, Anatomy and Destiny. A Cultural History of the Human Body, Bobbs-Merrill Company, 1975.
- (DE) Friedrich Salomo Krauss, Die anmut des Frauenleibes mit Abbildungen nach original Photographien, Schumann, 1904.
- (EN) David Kunzle, Fashion & fetishism. Corsets, tight-lacing & other forms of body-sculpture, Stroud, Sutton, 2004, ISBN 0750938080.
- (EN) Larry "The Silver Fox", My Life with Xaviera "The Happy Hooker", New York, Warner Paperback Library, 1974, ISBN 0446784249.
- (EN) Alphonso Lingis, Excesses. Eros and Culture, Suny Press, 1983, ISBN 0873957970.
- (EN) Graham Masterton, How to Drive Your Man Wild in Bed. Exciting new erotic techniques to achieve the ultimate in sexual pleasure, New York, Signet, 1976, ISBN non esistente.
- (EN) Rustam J. Mehta, Scientific Curiosities Of Sex Life, 8ª ed., Bombay, D.B. Taraporevala Sons & Co., 1912.
- (EN) Jean-Chris Miller, The Body Art Book, Penguin, 2004, ISBN 0-425-19726-3.
- (EN) Nancy Mohrbacher e Julie Stock, The Breastfeeding Answer Book, La Leche League International, 2003, ISBN 0912500921.
- (EN) Desmond Morris, Bodywatching. A field guide to the human species, New York, Crown, 1985.
- (EN) Desmond Morris, The Naked Woman. A study of the female body, Londra, Jonathan Cape, 2004, ISBN 0224063960.
  -  Desmond Morris, L'animale donna. La complessità della forma femminile, traduzione di Cecilia Scerbanenc, Milano, Mondadori, 2004, ISBN 8804539372.
- (DE) E. Neumann, John Bull beim Erziehen. Eine Sammlung Briefe von Anhängern und Gegnern der körperlichen Züchtigung und Korsettdisziplin im englischen Erziehungswesen, Dresda, 1901.
- (EN) Adele Nozedar, Illustrated Signs and Symbols Sourcebook. An A to Z compendium of over 1000 designs, New York, Metro Book, 2010, ISBN 978-1-4351-6181-8.
- (EN) Josephine Paterek, Encyclopedia of American Indian Costume, New York, Norton, 1996, ISBN 0-393-31382-4.
- Federica Pellegrini e Federico Taddia, Mamma, posso farmi il piercing? Pensieri segreti di una campionessa molto giovane, Milano, Fabbri Editori, 2007, ISBN 978-88-451-4413-4.
- (EN) Sally Pointer, The Artifice of Beauty. A History and Practical Guide to Perfumes and Cosmetics, Sutton Publishing, 2005, ISBN 0-7509-3887-0.
- (EN) Ted Polhemus e Housk Randall, The Customized Body, Serpent's Tail, 1996, ISBN 1-85242-522-9.
- (EN) Harold E. Priestley, 1979, Truly Bizarre, New York, Sterling Publishing, 1979, ISBN 0806901349.
- (EN) Professor Calamity, Victorian Sexual Piercings, in A Steampunk's Guide to Sex, Combustion Books, 2012,  pp. 89-91, ISBN 978-1-93866003-0.
- (EN) Clinton R. Sanders, Tattooing and Body Piercing, in Charles F. Faupel e Paul M. Roman (a cura di), Encyclopedia of Criminology and Deviant Behavior. Volume IV. Self Destructive Behaviour and Disvalued Identity, Philadelphia, Brunner-Routledge, 2001, ISBN 1560327723.
- (EN) Sarah Sawyer, Body piercing and tattooing. The hidden dangers of body art, 1ª ed., New York, The Rosen Publishing Group, 2007, ISBN 978-1-4042-0947-3.
- (EN) Susan Seligson, Stacked. A 32DDD Reports From the Front, New York, Bloomsbury, 2007, ISBN 1596911174.
- (EN) Richard Sennett, The Fall of Public Man: On the Social Psychology of Capitalism, New York, Knopf, 1977, ISBN 039448715X.
- (EN) Natalie Serber, Community Chest. A novella-length memoir, Kingston, WA, Two Sylvias Press, 2015, ISBN 0692492593.
- (EN) Victoria Sherrow, For Appearance' Sake. The Historical Encyclopedia of Good Looks, Beauty, and Grooming, Greenwood Publishing Group, 2001, ISBN 1573562041.
- (EN) Merril D. Smith, Cultural Encyclopedia of the Breast, Rowman & Littlefield, 2014, ISBN 0759123322.
- (EN) Valerie Steele, Fashion and eroticism. Ideals of feminine beauty from the Victorian era to the Jazz Age, New York/Oxford, Oxford University Press, 1985, ISBN 0-19-503530-5.
- (EN) Valerie Steele, Fetish. Fashion, Sex, and Power, New York/Oxford, Oxford University Press, 1996, ISBN 0-19-509044-6.
- (EN) Valerie Steele, The Corset. A Cultural History, New Haven, Yale University Press, 2001, ISBN 0-300-09071-4.
- (EN) Paul Tabori, Dress and Undress. The Sexology of Fashion, 1ª ed., Londra, New English Library, 1969.
- (EN) Ron Taffel e Melinda Blau, The Second Family. How adolescent power is challenging the American family, New York, St. Martin's Press, 2001, ISBN 0-312-26137-3.
- (EN) S.G. Tuffill, Sexual Stimulation in Marriage, Londra, Mac Gibbon & Key, 1971, ISBN 0-261-63249-3.
  - (EN) S.G. Tuffill, Sexual Stimulation. Games Lovers Play, New York, Grove Press, 1973, ISBN 0-8184-0176-1.
- (EN) Valerie Vale e Andrea Juno (a cura di), Modern Primitives. An Investigation of Contemporary Adornment & Ritual, Re/Search Publications, 1989, ISBN 978-0-940642-14-0.
  -  Valerie Vale e Andrea Juno (a cura di), ReSearch. Tatuaggi corpo spirito, Apogeo, 1994, ISBN 88-7303-077-7.
- (EN) Kimberly Wallace-Sanders e Brittany Cooper, Nipple Mania. Black Feminism, Corporal Fragmentation, and the Politics of Public Consumption, in Marian Myers (a cura di), Women in Popular Culture. Rappresentation and Meaning, Cresskill, New Jersey, Hampton Press, 2008,  pp. 73-84, ISBN 978-1-57273-827-0.
- (EN) Max Wykes-Joyce, Cosmetic and Adornment. Ancient and Contemporary Usage, Londra, Peter Owen, 1961.
- (EN) Jim Ward, Running the Gauntlet. An Intimate History of the Modern Body Piercing Movement, Re Ward Inc, 2011, ISBN 978-0-615-42472-9.
- (EN) Spider Webb, Tattooed Women, Schiffer Publishing, 2001, ISBN 0-7643-1540-4.
- (EN) Spider Webb, Heavely Tattooed Men & Women, Schiffer Publishing, 2002, ISBN 0-7643-1605-2.
- (EN) Dianne Wiessinger, Diana West e Teresa Pitman, The Womanly Art of Breastfeeding, New York, Ballantine Books, 2010, ISBN 978-0-345-51844-6.
- (EN) Carmel Wynne, Sex and Young People. The knowledge to guide the teenager in your life, Cork, Mercier Press, 2001, ISBN 1856353583.
- (EN) Marilyn Yalom, A history of the breast, New York, Ballantine Books, 1998, ISBN 0-345-38894-1.
- (EN) Steven Zeeland, Sailors and sexual identity. Crossing the line between "straight" and "gay" in the U.S. Navy, New York, Haworth Press, 1995, ISBN 1560248505.

#### Narrativa
- (EN) Jonathan Gash, The Sleepers of Erin. A Lovejoy Novel of Suspense, New York, Dutton, 1983, ISBN 0-525-24163-9.
- (EN) Ryū Murakami, Piercing, Londra, Bloomsbury Publishing, 2007, ISBN 9788865643693.
- (EN) Christa Parravani, Her. A memoir, Picador, New York, Henry Holt and Company, 2014, ISBN 978-1-250-04439-6.
- (EN) Harold Robbins, Never Enough, New York, Forge, 2001, ISBN 0-765-30000-1.
- (EN) Amber Tamblyn, Bang Ditto, San Francisco, Manic D Press, 2009, ISBN 1933149345.
- (EN) Terry Valentine, Outlaw's Kiss, New York, Zebra Books, 1991, ISBN 0-8217-3367-2.

#### Fumetti
- (FR) Georges Pichard, Marie-Gabrielle de Saint-Eutrope, Grenoble, Glénat, 1977, ISBN non esistente.

### Articoli

#### Articoli scientifici
- (EN) Karen Aubrey, Body Piercing. Gender Nihilism in the 90s (abstract), in Studies in Popular Culture, vol. 17, n. 2, Popular Culture Association in the South, aprile 1995,  pp. 31-37.
- (EN) Carol Caliendo, Myrna L. Armstrong e Alden E. Roberts, Self-reported characteristics of women and men with intimate body piercings, 14 febbraio 2005, DOI:10.1111/j.1365-2648.2004.03320.x.
- (EN) R.E.C. Collins, Breast disease associated with tassel dancing (PDF), in British Medical Journal, vol. 283, 19-26 dicembre 1981,  p. 1660. URL consultato il 31 agosto 2024 (archiviato dall'url originale il 24 luglio 2018).
- (EN) Armando Favazza e Richard J. Rosenthal, Varieties of Pathological Self-mutilation (PDF), in Behavioural Neurology, n. 3, 1990,  pp. 77-85.
- (EN) Tim Healey, Those Little Perforations, in World Medicine, 15 novembre 1978.
- (EN) Hiko Hyakusoku e Takafumi Chin, Usefulness of the Nipple-Suspension Piercing Device After Correction of Inverted Nipples (PDF), in Aesthetic Plastic Surgery, vol. 30, 396–398, Bahman Guyuron, luglio 2006, DOI:10.1007/s00266-005-0018-z. URL consultato il 30 dicembre 2021 (archiviato dall'url originale il 30 dicembre 2021).
- (EN) Brigette Lee, Ramya Vangipuram, Erik Peterson e Stephen K. Tyring, Complications associated with intimate body piercings, in Dermatology Online Journal, vol. 24, n. 7, University of California, Davis, luglio 2018.
- (EN) Charles Moser, Joann Lee e Poul Christensen, Nipple Piercing. An Exploratory-Descriptive Study (PDF), in Journal of Psychology & Human sexuality, vol. 6 (2), World Association for Sexual Health, 1993,  pp. 51-61.
- (EN) Robyn Roche-Paull, Body Modifications and Breastfeeding: What You Need to Know (PDF), in Journal of Human Lactation, vol. 8, n. 31, SAGE Publishing, agosto 2015.
- (EN) Michael G. Tal, Correction of Inverted Nipple Using Piercing (PDF), in Plastic & Reconstructive Surgery, vol. 112, n. 4, Lippincott Williams and Wilkins, 15 settembre 2003,  pp. 1178-1179, DOI:10.1097/01.prs.0000077217.55660.be, ISSN 0032-1052 (WC · ACNP). URL consultato il 30 dicembre 2021 (archiviato dall'url originale il 30 dicembre 2021).

#### Altri articoli
- (EN) Joseph Eroba, An Imitation of Life. The Strength and Struggle of Women in Murakami Ryū (abstract), University of Massachussets Amherst, dicembre 2020, DOI:10.7275/17744253.
- (EN) Doug Malloy, Body & Genital Piercing in Brief, in Running The Gauntlet. URL consultato il 16 novembre 2021 (archiviato dall'url originale il 16 novembre 2021).
- Paolo Rinaldi, Straziami, ma di spille saziami, in Phototeca, anno III, n. 9, Phototeca s.r.l. Editrice, dicembre 1982.